# Храм Ники Аптерос
Храм Ники Аптерос (бескрылой богини победы), изначально храм Афины Ники (Афины Победительницы) (греч. Ναός Αθηνάς Νίκης, Naós Athinás Níkis) — древнегреческий мраморный храм на афинском Акрополе, расположенный на юго-западе от Пропилей и стоящий на пиргосе — небольшом выступе скалы, укреплённом мраморной подпорной стеной. Построил здание древнегреческий архитектор Калликрат примерно в 427—424 годах до н. э. Афиняне посвятили храм Афине Нике (др.-греч. Αθηνᾶ  Νίκη — Афина Победительница), но ко времени Римской империи забылись как изначальное посвящение теменоса, так и история его строительства. Павсаний во II веке н. э. по народной традиции писал о «храме бескрылой богини Ники».
Пиргос к юго-западу от западного входа в Акрополь стал укреплением (Микенский бастион) в позднеэлладский III период. В первой половине VI века до н. э. на верхушке бастиона возник связанный с военными ритуалами и победами афинян культ Афины Ники — одной из ипостасей богини. Святилище разрушили персы в ходе греко-персидских войн. В середине V века до н. э. теменос восстановили. Калликрат возвёл на бастионе маленький храм (наиск), два алтаря и хранилище для подношений. В последней трети V века до н. э. раннеклассическое святилище засыпали землёй в ходе перестройки западного склона Акрополя, при строительстве Пропилей Мнесикла.
Новый амфипростильный храм Афины Ники периода высокой классики возвели из пентелийского мрамора в аттическом варианте ионического ордера. Небольшой по размерам, он имел богатое оформление — фигуративный фриз, резные орнаменты и полихромную раскраску. Отвесные стены бастиона с севера, запада и юга защищал парапет Ники, получивший название по фризу с изображением крылатых Ник, празднующих победу и приносящих жертвы своей покровительнице Афине. Основной идеей монументального ансамбля святилища являлась победа афинян под покровительством Афины, выраженная в формах мифологических, исторических и аллегорических сюжетов.
В целле храма стояла деревянная культовая статуя. Афина Ника была представлена как богиня наступившего мира: у неё отсутствовало копьё, а в руках она держала снятый с головы шлем и гранатовое яблоко.
Храм простоял практически нетронутым до конца XVII века. Незадолго до осады Акрополя 1687 года, владевшие Афинами турки-османы разобрали здание, использовав его мраморные детали при строительстве артиллерийской батареи на входе в Акрополь. Части древнегреческого памятника обнаружили в 1830-х годах, при демонтаже турецких укреплений. Храм собрали заново в ходе реставрации 1835—1845 годов. Ещё две реставрации проводились в 1935—1940 и 2000—2010 годах.

## Посвящение и названия храма

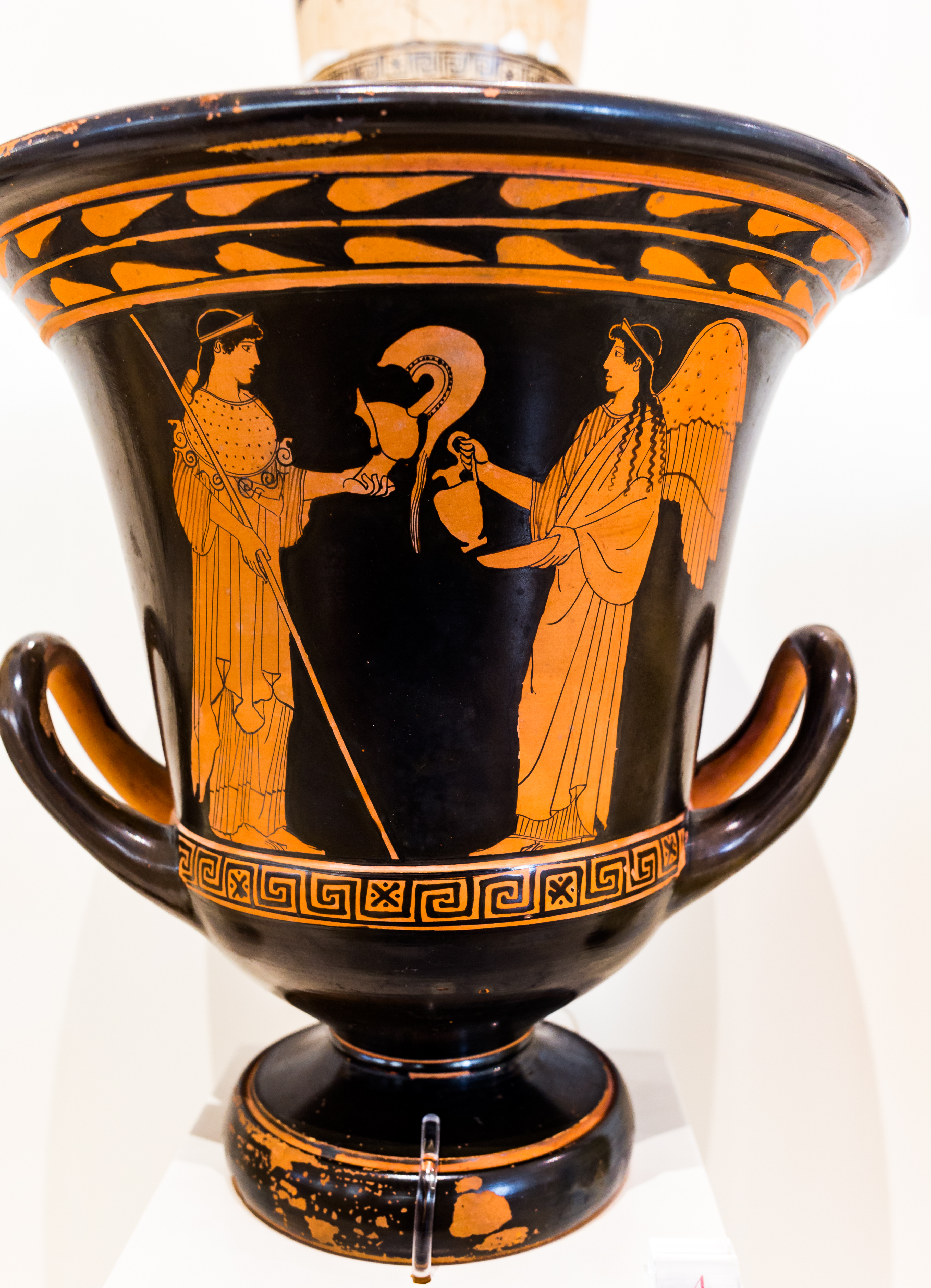
Афина и Ника. Кратер. Вазописец Ахилла, Древние Афины. Около 455—450 гг. до н. э. Национальный археологический музей, Афины

Путаница в отношении посвящения храма, возникшая ещё в трудах античных писателей, встречается и в современных исследованиях. Культ богини победы Ники сформировался в раннеархаичный период на основе поэмы «Теогония» древнегреческого поэта Гесиода. Уже с архаического периода сложилась иконография Ники. В вазописи и скульптуре богиню во всех случаях без исключений изображали крылатой. К середине V века до н. э. на бастионе, где позже расположился классический храм, уже существовал культ Афины Ники, при этом «Афина Ника» не приравнивалась афинянами к богине «Нике». Эпиклесой «Афина Ника» строго обозначали Победоносную Афину (или Афину Победительницу) — один из вариантов её культа, название которого указывало на то, что богиня охраняла расположенный при входе на Акрополь бастион, стены которого издавна служили афинянам местом вывешивания военных трофеев.
В письменных источниках содержалось два варианта именований культа богини, но первым и правильным являлось «Афина Ника», впервые зафиксированное в надписи на алтаре архаического периода, позже часто использовавшееся в официальном контексте на протяжении V—IV веков до н. э., а также в эллинистический период. В текстах менее формального характера V века до н. э. богиню культа на бастионе зачастую именовали просто «Никой». Первоначально сокращённая форма эпиклесы, по всей видимости, являлась разговорной, но со временем стала общепринятой, что породило путаницу между Афиной Никой, ипостасью Афины, и богиней Никой. Ко времени Римской империи народное прозвание вытеснило подлинное именование культа.
Соответственно, храм V века до н. э. афиняне посвятили Афине Нике (Победительнице). Павсаний называл этот храм по народной традиции «храмом бескрылой богини победы» (Ники Аптерос). Объяснялось такое название тем, что культовая статуя, стоявшая в целле, изображала богиню без копья и частого атрибута её иконографии — крылатой Ники. Со временем афинский народ стал считать её непосредственно Никой и окрестил «Бескрылой Победой». Во II веке н. э., при жизни Павсания, уже забылись как история возникновения культа Афины Ники, так и история строительства её храма. Павсаний, объясняя название «Бескрылой Победы», воспроизводил исторический миф, связанный с деревянной статуей закованного в цепи бога войны Эниалия в Спарте: «Спартанцы считают, что Эниалий, будучи закован в цепи, от них никогда не уйдёт, а афиняне тоже считают, что всегда у них останется „Победа“, так как у неё нет крыльев».

## Возведение Микенского бастиона
В позднеэлладский III период древние Афины занимали территорию в основном совпадавшую с холмом Акрополь. Во II тысячелетии до н. э. верхнюю площадку холма обнесли десятиметровой по высоте и шестиметровой по толщине стеной, сложенной из известняковых глыб. По преданию, строили стену пеласги, поэтому укрепление называлось пеласгической стеной. Акрополь стал мощной цитаделью, служившей населению Афин надёжной защитой. Стена частично пострадала только при двукратном вторжении персов в Аттику в 480 и 479 годах до н. э. Доступ на Акрополь устроили в двух местах — на западной и северной сторонах. На единственном пологом западном склоне укрепления имели наиболее мощный характер — здесь располагался защищённый бастионами вход.

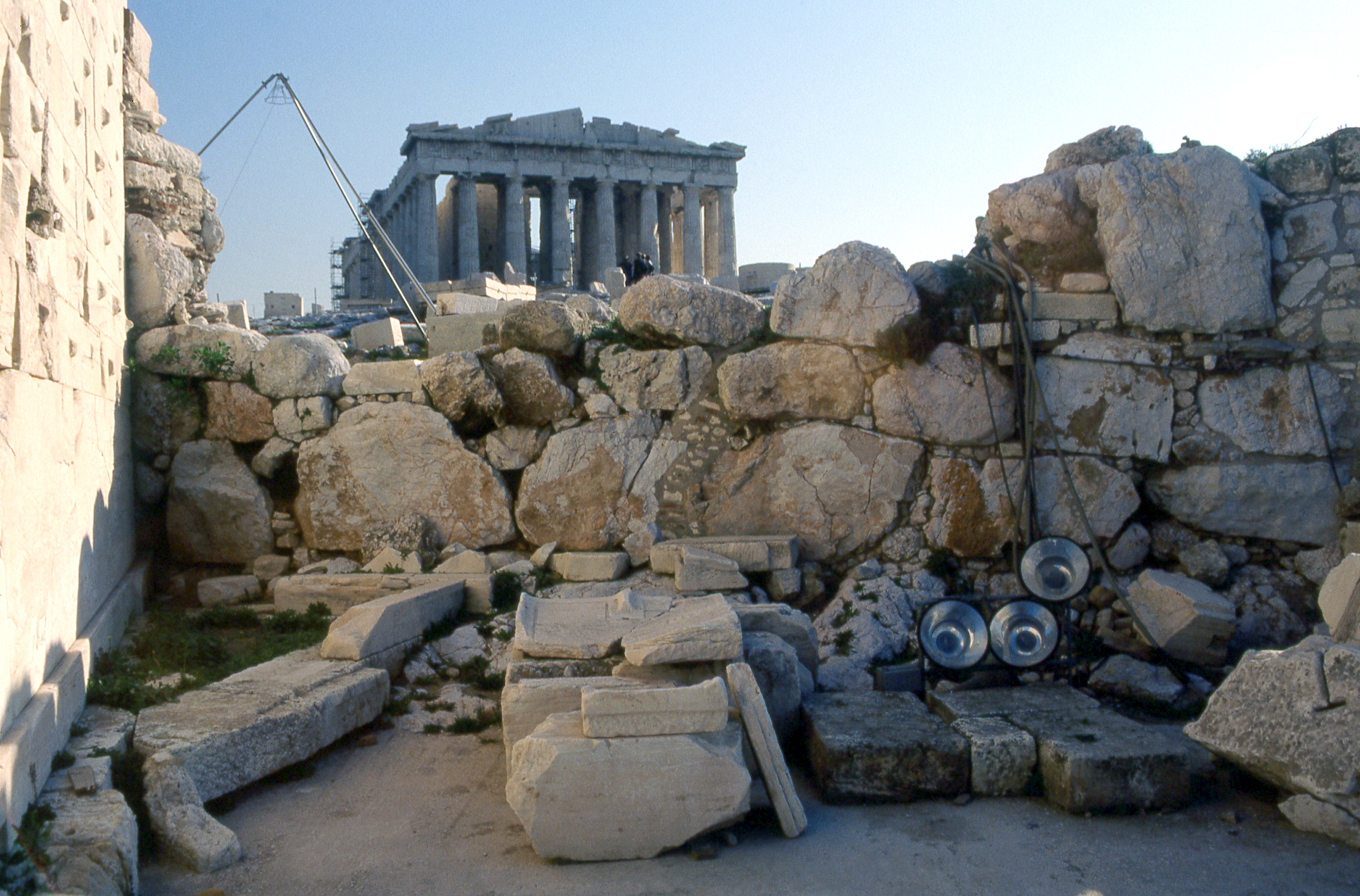
Пеласгическая стена на восточной стороне Микенского бастиона

При восстановительных работах храма Афины Ники в 1936 году исследовались древние культурные слои. Установлено, что на отроге скал, выступавших на юго-запад от холма, стоял Микенский бастион, также возведённый по системе пеласгической стены: две стены из каменных глыб циклопической кладки с заполнением пространства между ними битым камнем и щебнем. Пеласгическая стена окружала цитадель таким способом, что между ними оставался проход, выходивший к юго-западу от бастиона. Внутри проход преграждали несколько ворот. Предполагается, что с северо-запада стоял аналогичный бастион, а все постройки являлись знаменитыми девятью воротами укреплений Пеларгика — «Эннеапилоном» (девятивратием). Археолог Габриэль Вельтер датировал укрепления временем около 1200 года до н. э. Впоследствии Микенский бастион получил второе название — башня (пиргос) Ники или бастион Ники.
В западной стене пиргоса древние строители устроили нишу, предназначавшуюся для отправления некоего культа, имевшего важное значение. Внутри бастиона сохранился фундамент древнего святилища, включавшего несколько залов и комнат, в одной из которых археологи обнаружили вотивные фигурки. Находки указывали, что древний культ возник в данном месте ещё в Бронзовом веке, однако точно определить его посвящение не представляется возможным, хотя в специальной литературе и возникали предположения, что здесь поклонялись богине Нике.
Согласно археологическим исследованиям, до возведения классического храма Афины Ники верх бастиона надстраивался дважды. Первую перестройку датируют по характеру каменной кладки приблизительно раннеархаичным периодом, но не позднее второй четверти VI века до н. э. Второй этап перестройки, на основе трапециевидной кладки, аналогичной постройкам в Сунионе, Торикосе и Рамнунте, археологи относят уже к классическому периоду, приблизительно около 430-х годов до н. э.

## Святилище Афины Ники VI — середины V века до н. э.

### Появление культа и святилища
В 566 году до н. э. афиняне впервые справляли Великие Панафинеи — всенародный праздник в честь Афины. Праздники в честь богини (Афинеи и Панафинеи) проводились и раньше, но в тот год провели первые Великие Панафинеи — отличавшееся особым размахом празднество, справлявшееся впоследствии раз в четыре года. Обнаруженная на Акрополе надпись 566 года до н. э. гласила: «Гиеропеи впервые установили агон светлоокой деве». Агоном называли религиозные церемонии в честь Афины. В других надписях того времени встречался термин «дромос», первоначально обозначавший скачки, а затем вообще «игры». Игры в честь Афины проводились и раньше, но в 566 году до н. э. их дополнили гимнастическими состязаниями.
С появлением Великих Панафиней связано и возникновение культа Афины Ники. На Микенском бастионе установили алтарь на низком одноступенчатом фундаменте с надписью: «Алтарь Афины Ники. Сделал Патрокл». Алтарь и надпись на нём датируются серединой VI века до н. э. или чуть более ранним временем. В ходе археологических исследований рядом с алтарём открыли поросовое основание культовой статуи, хранилище для подношений и терракотовые фигурки. Основание датируют периодом между 600 и 560 годами до н. э. Находки указывали на то, что в первой половине VI века до н. э. на верхней площадке цитадели уже существовал теменос. На основе датировки всех находок предполагается, что первое святилище Афины Ники построили между 580—560 годами до н. э., в период активной строительной деятельности на Акрополе.
Во второй четверти VI века до н. э. древний центр Афин преобразился, о чём свидетельствовали перестройка укреплений на входах в крепость, и найденные части архитектурных построек — Красного фронтона, фронтонов Геракла и Оливкового дерева. На данный период выпало и существенное изменение общественных и частных ритуалов, религиозных практик афинян: реорганизация Панафиней, включавшая создание нового образа Афины, ставшей главной богиней полиса; начало широкомасштабной практики посвящений в виде культовых статуй гражданами. После обустройства верхней площадки, на бастионе возникли ещё два культа, известные по упоминаниям античных авторов: святилище Харит и святилище Артемиды (Гекаты) Эпипиргидии (Хранительницы крепости).
В 560—510 года до н. э. в Афинах установилась тирания. Архонтом бессменно оставался Писистрат, а после его смерти его сыновья — Гиппий и Гиппарх. Акрополь в это время стал резиденцией тиранов, его площадь Писистрат рассматривал как часть своего дворца и перенёс туда культ своего рода (Артемиды Бравронской). Однако особенное внимание тираны обращали на культ Афины, которая как считал Писистрат, оказывала ему личное покровительство. Геродот рассказывал исторический анекдот о первом возвращении тирана в Афины при содействии Мегакла, вождя политической группировки паралиев. Действо обставили инсценировкой, будто Писистрата возвращала в город сама богиня, для исполнения роли которой нашли красивую высокую женщину:
Нарядив эту женщину в полное военное вооружение, они велели стать ей на колесницу и, показав ей, как она должна держаться, чтобы казаться как можно более прекрасной, поехали в город, послав заранее впереди себя глашатаев. Последние, придя в город, говорили… „Афиняне, примите с добрым чувством Писистрата; его сама Афина почтила больше всех людей и вот теперь возвращает в свой Акрополь“. Это повторяли они, проходя по разным местам. Тотчас же по сёлам распространилась молва, будто Афина возвращает Писистрата; да и в городе население готово было верить, что эта женщина — сама богиня.Геродот, I, 60

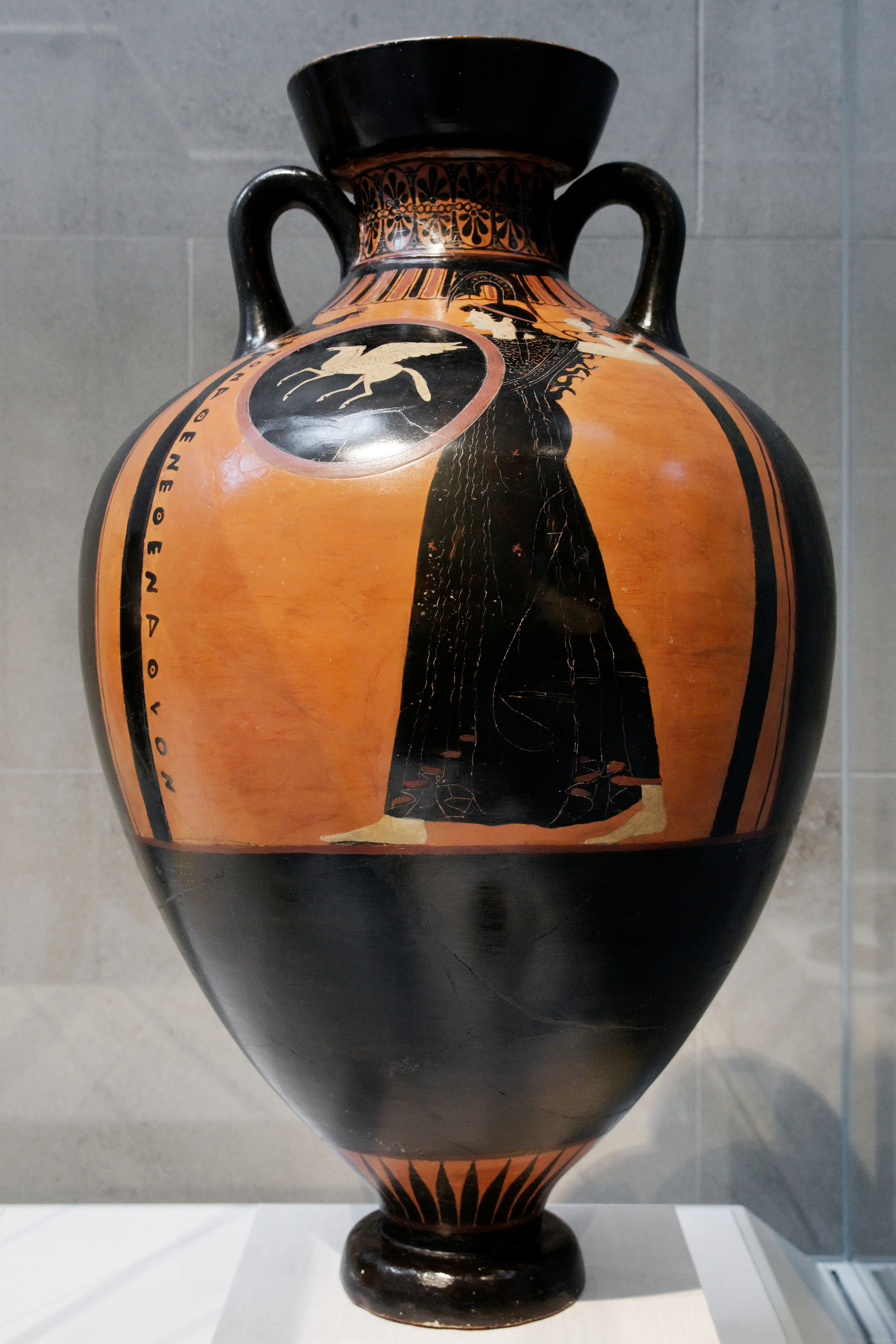
Изображение Афины Ники на панафинейской амфоре, около 490 года до н. э. Метрополитен-музей, Нью-Йорк

В основе анекдота крылось представление о личном покровительстве Афины Писистрату, в создании и укоренении которого он и сам был сильно заинтересован. Третья и окончательная победа за власть, одержанная тираном у святилища Афины в Паллене, также связывалась с личным участием в ней богини.
При Писистрате создали статую Афины Ники. Предполагается, что она служила прообразом для изображений Афины на панафинейских амфорах и монетах VI века до н. э. и позднего периода. Габриэль Вельтер обращал внимание на то, что образ богини на амфорах оставался неизменным в течение нескольких столетий. Открытый археологами алтарь Афины Ники также имел близкое по форме сходство с изображениями алтаря на панафинейских амфорах. На основании этого предполагается, что статуя Афины Ники стояла на невысоком подножии позади алтаря под открытым небом в освящённой ограде. Судя по изображениям, Афина закрывалась щитом с изображением крылатого Пегаса, а в руке держала копьё, готовое для нанесения удара.

### Разрушение святилища в период греко-персидских войн
В период греко-персидских войн 500—449 годов до н. э. персы дважды захватывали Афины. Поход Ксеркса I 480 года до н. э. сопровождался захватом и разграблением Акрополя. В 479 году до н. э. вторжение Мардония завершило опустошение. Акрополь превратили в руины, как и большинство домов города, агору и старую крепостную стену. В ходе захватов персы разрушили и святилище Афины Ники на Микенском бастионе. Тем не менее, статуя Афины Ники не пострадала, так как её успели перевезти в Саламин или Тризин. Перед битвой при Платеях 479 года до н. э. афиняне дали великую клятву о том, что «святилища, сожжённые и разрушенные варварами», не будут восстановлены, как напоминание о «беззаконии варваров». Соблюдая данное слово, жители полиса сохранили многие руины на Акрополе, в самом городе и других частях Аттики, о чём свидетельствовали Геродот, Страбон и Павсаний. Святилище Афины Ники засыпали землёй и оно простояло в таком виде до середины столетия.

### Восстановление святилища Калликратом
Согласно Плутарху, первым поднял вопрос о возобновлении храмов Акрополя государственный деятель Перикл. Около 467 года до н. э. Кимон выиграл важную битву при Эвримедонте. Вскоре афиняне заключили перемирие с персами. В 456 году до н. э. Перикл выдвинул идею организовать в Афинах общегреческий съезд, чтобы обсудить возможность возведения новых храмов на месте разрушенных. Жители Спарты выступили против, что помешало реализации замысла в общегреческом масштабе. В 449 году до н. э. Афины заключили мир с персами и, несмотря на оппозицию олигархов, план нового строительства на Акрополе одобрило народное собрание. Закладка Парфенона в 447/446 году до н. э. является единственной зафиксированной в источниках датой начала данного строительного процесса.
Восстановление святилища Афины Ники относят к середине V века до н. э. Все строительные работы завершились в период между 465 и 435 годами до н. э.. В это время на Микенском бастионе возвели небольшой храмик — наиск и два новых алтаря, а древний постамент культовой статуи приспособили под хранилище (эсхару) терракотовых фигурок. Начало восстановительных работ определяется на основе датировки фундамента наиска. Храмик стоял на каменной плите, не пригодившейся при постройке новой южной стены Акрополя (стены Кимона), возводить которую начали около 467 года до н. э. С новым строительством на Микенском бастионе, вероятно, связан указ, назначавший пожизненную жрицу культа Афины Ники и уполномочивавший подрядчика Калликрата составить техническое задание на изготовление двери в святилище, строительство храма и алтаря, под наблюдением комиссии из трёх человек.
Обнаруженный в ходе археологических раскопок, храмик-наиск представлял собой построенную из эгинского пороса простую целлу П-образной формы, обнесённую с трёх сторон стенами и открытую на восток. Длина постройки составляла 3,65 м, ширина — 2,47 м. Хранилище, сделанное из двух блоков архаического постамента культовой статуи, располагалось в северо-западном углу наиска. Внутри лежали терракотовые фигурки, черепки и кости. Расположение и форма хранилища явно указывала, что его построили одновременно с наиском. Небольшой алтарь прямоугольной формы стоял на оси наиска к востоку. Монолитный, изготовленный из того же эгинского пороса, что и наиск, он имел выступающие основание и венчание. Основание представляло собой по форме обратный гусёк, венчание — гусёк и спинки в форме волют. Алтарь покоился на большой каменной плите. В северном углу бастиона стоял ещё один алтарь из эгинского пороса квадратной формы. Микенский бастион обстроили криволинейной подпорной стеной трапециевидной формы. Стена выступала над площадкой, где стояли наиск с алтарями. Вероятно, она являлась опорой для парапета или выполняла ту же функцию, что и периболы в других теменосах.

## Классический храм

### Строительство
490 год до н. э. стал поворотным в развитии древнегреческой культуры, вступившей в классический этап своего развития. Победа в Марафонской битве, имевшей большое моральное значение для афинян, и открытие богатых мраморных каменоломен Пентеликона рядом с Афинами позволили начать строительство нового мраморного храма в честь Афины Полиады. Вторжения персов приостановили работы. Последовавшие победа при Платеях и создание Афинского морского союза сделали Афины экономическим и политическим лидером среди греческих полисов. С середины V века до н. э. началась перестройка Акрополя, в ходе которой возвели статую Афины Промахос, Парфенон, Пропилеи Мнесикла, новый ионический храм Афины Ники и другие сооружения. В период художественного расцвета классического периода, Афины испытывали на себе влияние традиций искусства всей Древней Греции. В постройках Акрополя черты ионического и дорического ордеров впервые соединялись в гармоничное целое.
В то время, когда заканчивалось строительство Парфенона, афинское Народное собрание занялось вопросом реконструкции Акрополя, его западного входа и разграничения границ между территориями святилищ. В 434/433 году до н. э. приняли постановление о расходах на планировку — декрет Каллия. Смысл перепланировки заключался в необходимости создать подобающий Парфенону вход, чтобы посетители могли подойти к нему и священному участку с оливковым деревом Афины и источником Посейдона с наиболее выгодной для осмотра стороны. План перестройки поручили комиссии, которую возглавил архитектор Мнесикл, создавший проект постройки Пропилей, представлявших из себя сложный по форме портик из трёх частей: центральной с пятью воротами, и двух боковых, выступавших несколько вперёд к западу и фланкировавших путь. Полностью выполнить проект не удалось, так как под боковые портики предполагалось выделить часть святилищ Артемиды Бравронии и Афины Ники, чему воспротивились жрецы.
Афиняне возводили Пропилеи пять лет, с 437 по 432 год до н. э. Пелопоннесская война прервала постройку, и проект Мнесикла так и остался навсегда незавершённым. Южный флигель постройки выстроили в два раза у́же северного. Он выходил на священный участок Афины Ники маленьким портиком, у которого стояла мраморная скамья для отдыха, и здесь же находился проход на площадку храма Афины Ники. Одновременно со строительством Пропилеев, или совсем вскоре после завершения их постройки, надстроили Микенский бастион. Планировка и характер строительной техники фундаментов указывали, что решение о перестройке цитадели приняли уже на начальном этапе строительства Пропилеев. Храм-наиск Калликрата, алтари и хранилище засыпали землёй, а само укрепление обстроили новой стеной из мраморных блоков. Перестройка сделала бастион более ровным по линиям, а площадку святилища — значительно больше по площади. Новые стены возвели из тёсаного пентелийского мрамора, уложенного на поросовые блоки. Кладку венчал ряд мраморных блоков с обломом в форме обратного гуська снизу и вала сверху. Верхний ряд кладки проходил практически на том же уровне, что и середина крепиды Пропилеев. В западной стене сохранили двойную нишу, существовавшую с позднеэлладского периода. Её форму, с квадратным столбом посередине, строители повторили в мраморе.
В период постройки Пропилеев и перестройки бастиона возникли два входа в святилище: через южный флигель Пропилеев, и посредством небольшой лестницы, встроенной в бастион на северной стороне. Первый являлся главным входом, поскольку в южном флигеле возвели открытый двойной портал, удобный для священных процессий и проноса жертвенных приношений. По узкой и крутой лестнице посетители могли попасть в святилище напрямую с западного подъёма на Акрополь. Нижний пролёт, в настоящее время разрушенный, примыкал к подиуму южного флигеля Пропилеев. Второй короткий пролёт из восьми ступенек, пять из которых сохранились, огибал воротный столб на западном углу подиума и выводил прямиком на площадку святилища.

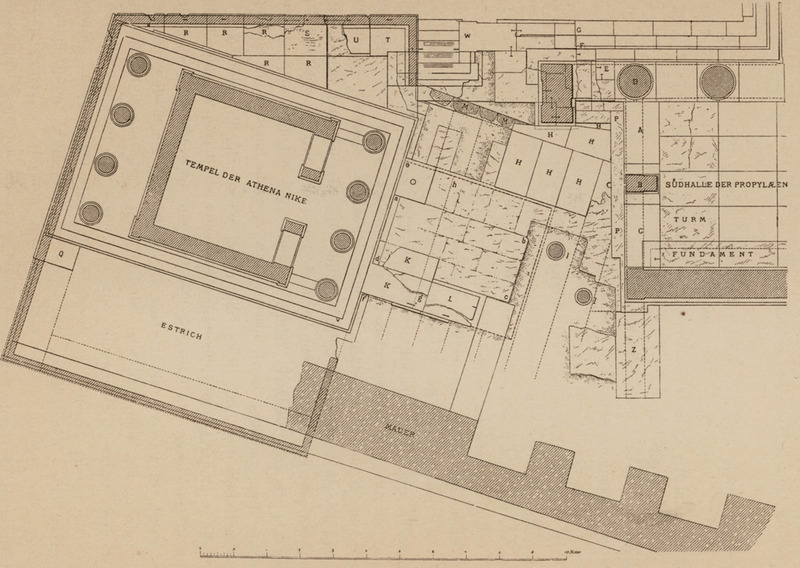
Адольф Бёттихер. План святилища Афины Ники. 1888 год

На вершине перестроенного бастиона началось строительство нового тетрастильного и амфипростильного мраморного храма. Специальным декретом назначался строитель, поручалось составить техническое задание и выделялись средства на строительные работы. Предложение внес Гиппоник, сын Каллия, а постройку храма поручили Калликрату. Долгое время датировка сооружения являлась спорной. Наиболее вероятной датой возведения самого здания принято считать 427—424 года до н. э. В целом, постройка храма Афины Ники, начиная от замысла, до художественного оформления, датируется примерно 435—416 годами до н. э. По архитектуре храм имел сильное сходство с группой аттических построек, возведённых примерно в тот же период времени: Пропилеями Мнесикла (437—432 года до н. э.), храмом на реке Илисос (около 435—430 года до н. э.) и Эрехтейоном (около 420—413, 409—406 года до н. э.).
Примерно в 421—415 годах до н. э., между Никиевым миром и походом афинян в Сицилию, Микенский бастион получил окончательное архитектурное оформление: по всему периметру, от небольшой лестницы на северной стороне до южной стены, его окружили низким парапетом Ники (42 м длиной и 1,05 м вышиной) из пентелийского мрамора, на котором установили бронзовые перила. С наружной стороны, обращённой к городу, мраморные плиты балюстрады покрыли единым скульптурным фризом.

### Планировка

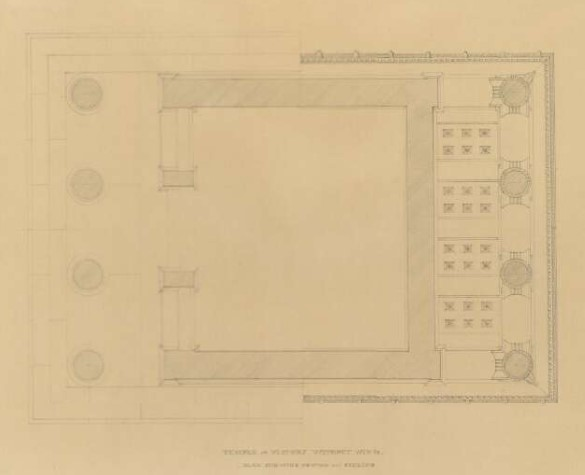
Гарри Ральф Рикардо. План храма Афины Ники. Зарисовка 1845—1847 годов

Типология древнегреческих храмов складывалась постепенно с VII века до н. э. Главное помещение, где располагалась культовая статуя, по-гречески называлось наос, а по-римски — целла. В античном храме могло быть несколько наосов, посвящённых разным богам, поэтому в специальной литературе целлой зачастую называют всё центральное ядро храма. Снаружи целла чаще всего не имела декоративного украшения и выглядела как сложенная из каменных блоков стена. Целлу обрамляли колоннадами с одной, двух или нескольких сторон, на основе чего и сложились различные типы древнегреческих храмов, каждый из которых применялся на протяжении всего классического периода.
Храм Афины Ники представлял собой тетрастильный и амфипростильный тип. Амфипростиль (по-гречески: амфи — с двух сторон, про — впереди, стилос — сзади) — храм с двусторонней ориентацией, являлся важным шагом в эволюции типов греческих храмов. Основой планировки амфипростиля являлся простиль, в котором к противоположной главному фасаду стене добавлялся ещё один портик. Хотя портики возводились идентичными, в задней стене амфипростильного храма не устраивался дополнительный вход. Тетрастиль обозначает, что портики храма являлись четырёхколонными. Данный тип храма применялся в древнегреческой архитектуре редко, так как в контексте понимания античных градостроительных ансамблей двусторонняя ориентация являлась больше исключением, чем правилом.
Храм на реке Илисос — самый ранний по времени известный амфипростиль в древнегреческой архитектуре. Размером 5,85 м по стилобату, с ионическими тетрастильными портиками и без опистодома, он представлял собой очевидный прототип храма Афины Ники. По всей видимости, Калликрат для храма Афины Ники переработал собственный план храма на реке Илисос (ассоциируется с храмом Артемиды Агротеры), убрав пронаос и сократив ширину постройки. Тем не менее, именно храм Афины Ники стал одним из самых известных древнегреческих амфипростилей. В ансамбле Акрополя его двустороння ориентация играла ключевую роль при организации парадного входа (в связи с Пропилеями), что и предопределило использование такого объёма. Задний портик храма обозревался с внешней стороны при подъёме на Акрополь.

### Композиция

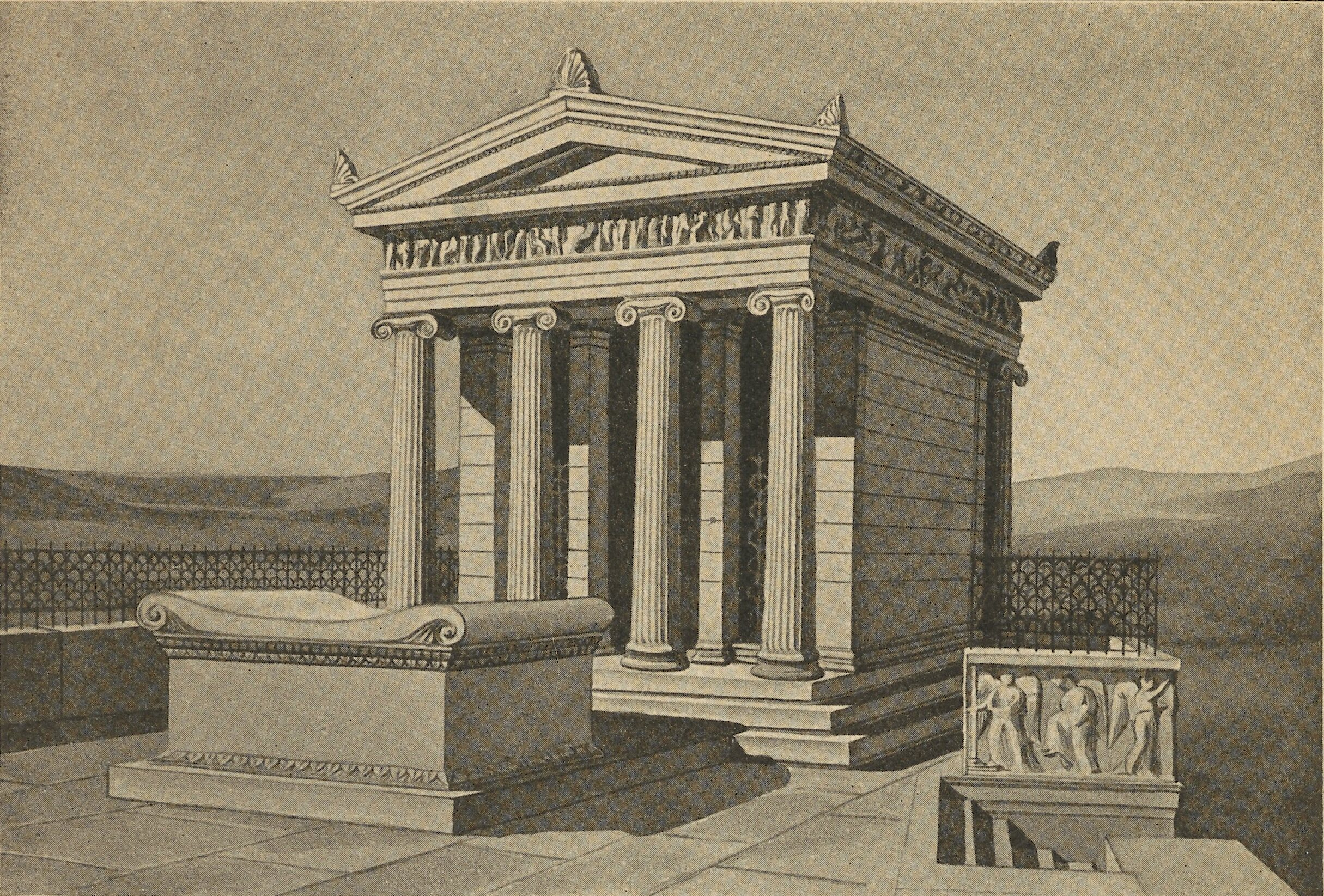
Герман Лукенбах. Реконструкция святилища Афины Ники. 1905 год

Объёмно-пространственная композиция храма представлена небольшой продолговатой целлой с двумя портиками. Размеры целлы составляли 4,19 м ширины × 3,78 м глубины. Глубина восточного портика — 1,67 м; западного — 1,70 м. Фундамент, заменённый на железобетонный в 1930-х годах, состоял из внешнего кольца пирейских известняковых блоков и четырёх-пяти рядов поросовых плит. На фундаменте лежал мраморный трёхступенчатый стилобат размерами 5,64 м в ширину × 8,286 м в глубину. Портики храма открывались четырьмя ионическими колоннами, параллельно которым на приподнятом и архитектурно выделенном основании покоилась целла, выходившая на восточный фасад двумя антами. Между антами стояли две узкие колонны квадратного сечения, в проходе которых располагалась дверь шириной 1,40 м. Пространства между колоннами и антами перекрывали металлические решётки. В целле не имелось ни пронаоса, ни опистодома, а её западная стена являлась глухой. Храм венчали не сохранившиеся фронтоны.
В характерном для архитектуры Афин V века до н. э. изысканном ключе, композицию храма оживили различными приёмами курватуры. Ось двух средних колонн в портиках отклонялась на 0,022 м в сторону целлы. Боковые стены целлы сужались кверху и наклонялись наружу, так что разница между их основанием и венчанием составляла 0,022 м. Угловые колонны портиков наклонялись по диагонали к целле на 0,031 м. Углы антов храма выровняли по наклону угловых колонн, при этом их лицевая сторона стояла строго вертикально, а не наклонялась в сторону портика, как обычно бывало в древнегреческих храмах. Ступени стилобата слегка выступали вперёд (около 0,003—0,004 м), а подступенки были утоплены. Сам стилобат не имел изгиба горизонтальных линий.

Фасады храма
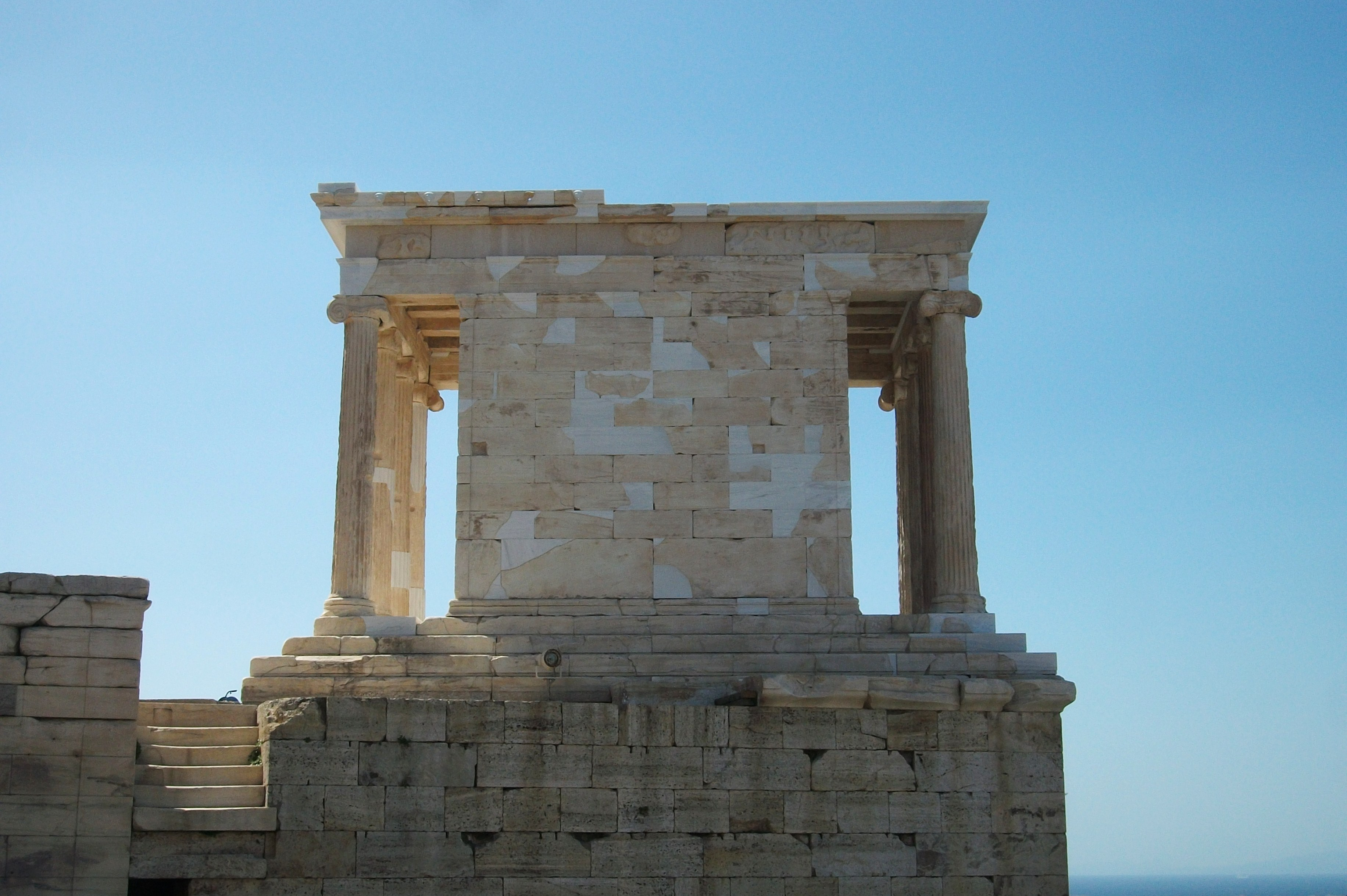
Северный фасад
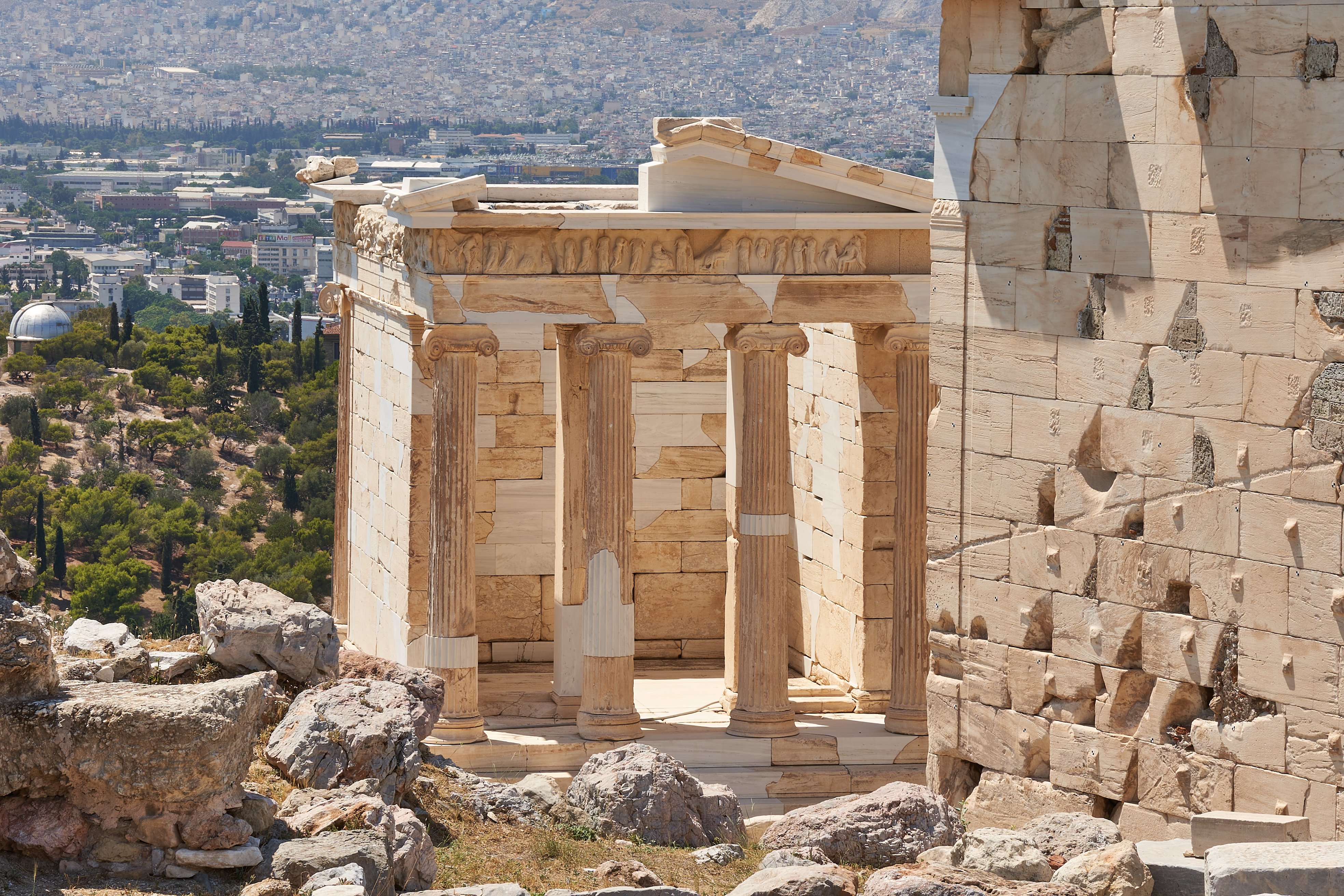
Восточный фасад
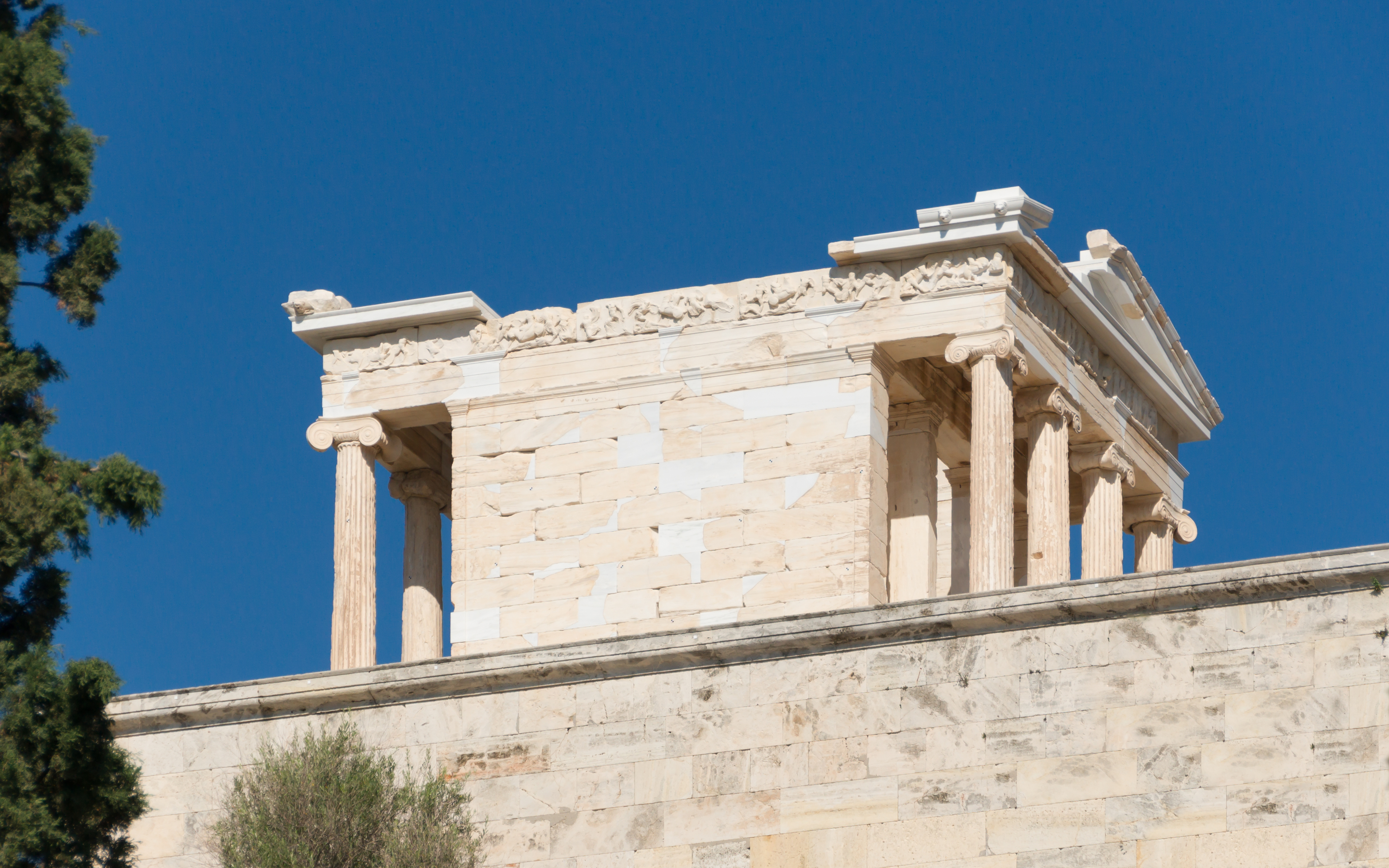
Южный фасад
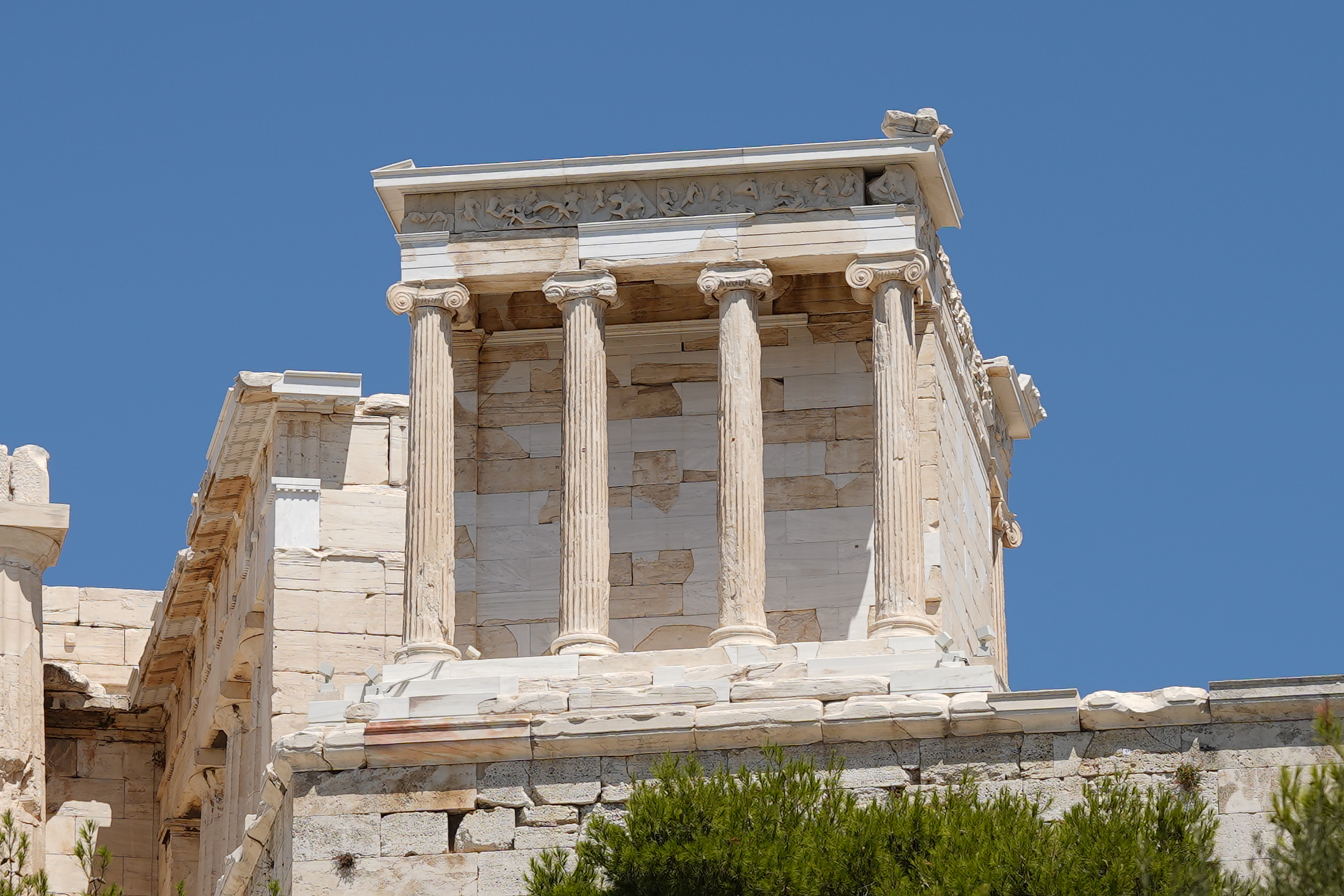
Западный фасад

### Ордер
Необычный характер архитектуры храма отразился не только в планировке и композиции, но и в ордере. Возникновение аттического варианта ионического ордера, представленного в храме Афины Ники, связано со строительством важнейших сооружений в Афинах классического периода, в первую очередь на Акрополе, ансамбль которого создавался как центр всей Эллады. Его архитектура должна была быть узнаваемой для всех жителей Древней Греции. Такая постановка задачи предопределила то, что аттический ионический ордер стал своеобразным сплавом различных архитектурных традиций: работы зодчих Аттики в формах дорического ордера и характерных черт малоазийского ионического ордера. Если дорические постройки Акрополя классического периода имели детали ионического ордера, то в храме Афины Ники появились элементы, свойственные дорическому: живописный, а не резной декор симы, трёхсторонняя профилировка капителей ант, более тяжеловесные пропорции ордера, трёхчастный антаблемент, двускатная крыша, фронтоны и другие.

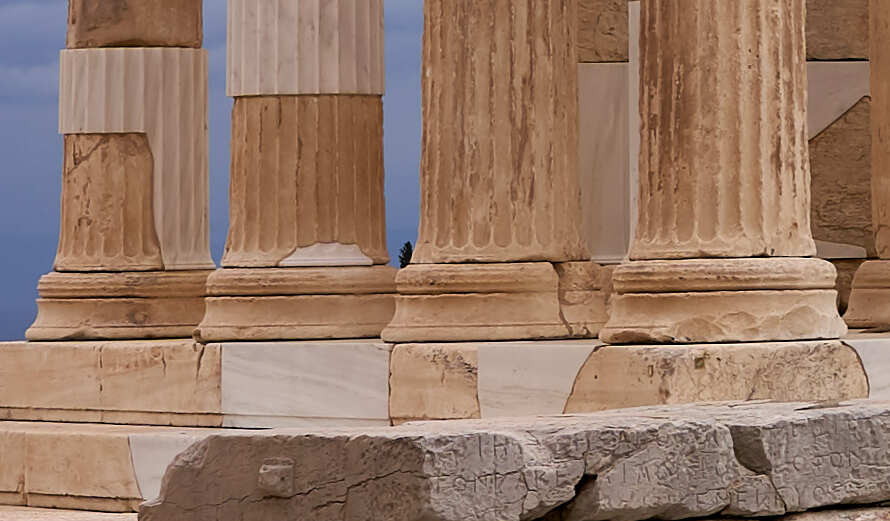
Базы колонн восточного портика

Базы колонн храма Афины Ники относились к тому типу, который ко второй половине V века до н. э. только недавно стали использовать в Аттике. Аттическая база ионического ордера, первый образец которой появился в стое афинян в Дельфах, получила наилучшую прорисовку в сооружениях Акрополя классического периода. Такая база состояла из двух торусов, разделённых скоцией, при этом форма скоции определяла расширение базы книзу. Верхний торус в базах храма представлял собой сложный в сечении ряд валиков, установленный поверх скоции, которая покоилась на нижнем торусе, имевшем в сечении форму простого вала. Особенностью баз храма являлась небольшая высота нижнего торуса, составлявшая ⅕ от общей высоты базы, в то время как обычно он занимал ⅓. По низу антов, стен целлы снаружи и двух квадратных колонн проходил облом, повторявший форму профилей баз.
Колонны храма имели относительно коренастые пропорции, с соотношением высоты колонны к её основанию в 7,82 раза. Такое соотношение является одним из самых тяжёлых среди известных храмов ионического ордера. Визуальное утяжеление пропорций ордера, скорее всего, строитель продумал специально для создания должного впечатления — строгости и внушительности постройки, особой масштабности. При более лёгких пропорциях маленький по размеру храм мог затеряться на фоне монументальных дорических Пропилей Мнесикла.
Капители колонн, как и базы, относились к недавно созданному к тому времени аттическому типу ордера и имели характерные черты: двойные ободки балюстр, выпуклые «глазки» волют, сильно выступающий эхин с порезкой в виде иоников и стрелок, а также абаку с порезкой в виде иоников. Капители такого типа впервые применили в Пропилеях Мнесикла. В храме Афины Ники они приближались по пропорциям к пропилеевским, хотя их исполнили в уменьшенном масштабе. По композиции же они богаче, с сильно выступающими спиралями и туго закрученными завитками волют. Данный тип капители получил развитие в ордере Эрехтейона, где представлен в ещё более искусной, декоративно усложнённой форме.
В храме установили угловые ионические капители колонн, самые ранние из известных. Из-за того, что у ионического ордера капитель имела разный вид главного и бокового фасадов, возникла необходимость на углах поворачивать волюту под углом 45° к обоим фасадам. Капители в пространствах, образованных волютами на эхинах, дополнили порезкой в виде четырёхлепестковых пальметт так называемого «пламенеющего» типа, впервые применённого при оформлении цветочных акротериев Парфенона. Капители в антах целлы состояли из трёх основных профилей, сверху вниз — выкружки, обратного гуська и четвертного вала. При этом два последних облома дополнял астрагал. Данную форму воспроизвели в венчании квадратных колонн, а две верхних, выкружка и обратный гусёк, проходили как эпикранитис по верху стен целлы.

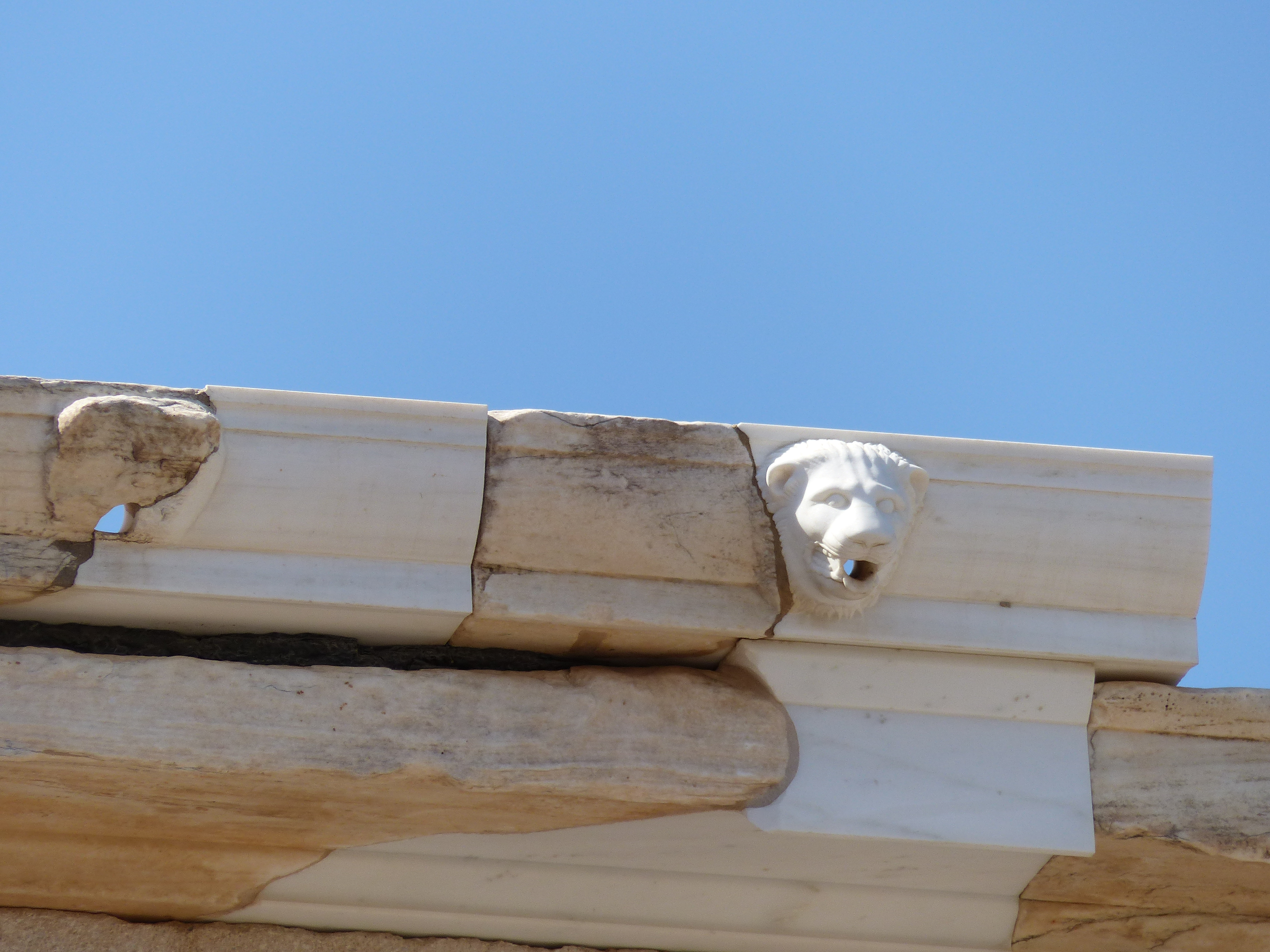
Сима с маскароном

В храме представлен классический пример трёхчастного (аттического) варианта ионического антаблемента: архитрав, расчленённый на три фасции, сплошной скульптурный фриз и карниз без зубчиков. В характере, более походящим для тяжеловесного дорического ордера, строитель увеличил высоту архитрава относительно перекрытых им пролётов и общую высоту антаблемента, составлявшую ²⁄₉ высоты ордера. Архитрав храма имел богатую профилировку. Его основная часть делилась на три фасции, увенчанные тенией в форме трёх обломов — узкой выкружки, четвертного вала и астрагала. Ступенчатый архитрав, типичный для Ионии, во времена строительства храма являлся новшеством для Аттики. Ранее его использовали только в интерьерах афинских зданий, а в храме Афины Ники впервые применили для украшения экстерьера. Также не имело аналогов применение узкой выкружки для венчания четвертного вала в фасции и симе.
Скульптурный фриз антаблемента защищал от дождя выступающий вперёд карниз. Венчавшие храм фронтоны не сохранились. На карнизе восточного фасада археологи обнаружили следы крепления скульптурной композиции. В ходе реставрации 2000—2010 годов воссоздали кессоны портиков, карниз, симу и часть восточного фронтона, которые собрали из аутентичных фрагментов и новых вставок из мрамора. На симе установили оригинальные и новые, выполненные в точном соответствии с подлинными, водосточные отверстия с декором в виде маскаронов львиных голов. Реставрация восточного фронтона также включала значительное количество оригинальных фрагментов.

### Полихромная раскраска

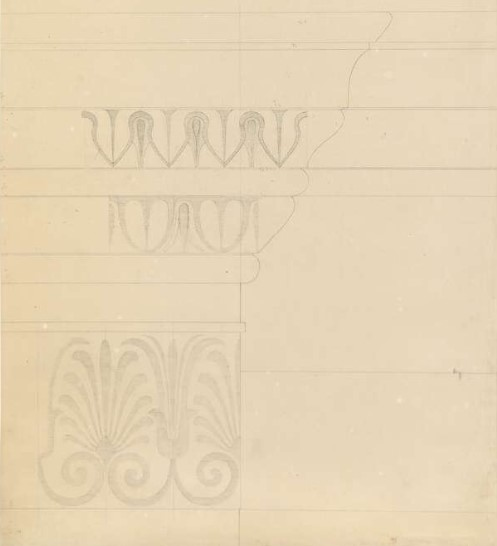
Гарри Ральф Рикардо. Орнамент росписей капители анта. Зарисовка 1845—1847 годов

Бо́льшую часть деталей храма так и не покрыли резными орнаментами, предполагавшимися для ионического храма такого типа. Исключением являлись искусно обработанные порезкой верхние торусы баз колонн и эхины капителей. В остальных местах резьбу заменяла яркая полихромная раскраска. Следы краски обнаружены на архитраве, капителях антов и кессонах. Вдоль симы зафиксирована полоса нарисованного орнамента из чередующихся лотосов и пальметт. Анты и внутренние стены целлы покрывал богатый и яркий орнамент, следы которого сохранились в некоторых местах, но краски потеряли цвет и стали неразличимы. Отдельные детали скульптурного фриза парапета Ники изначально также подчёркивала раскраска, но к настоящему времени от неё не осталось никаких следов.

### Скульптура
Святилище Афины Ники классического периода имело самое богатое скульптурное оформление в Афинах. Вся реконструкция и перепланировка Акрополя середины V века до н. э. стала следствием принятого в эпоху Перикла решения, о превращении Акрополя в памятник победы над персами, что и определило сюжетный цикл скульптурных композиций. Храм опоясывал скульптурный фриз в высоком рельефе, заполненный сценами битв афинян с персами и греками, а также Собранием богов. Фронтоны также включали скульптурные композиции, а сверху их венчали акротерии. Парапет Ники покрывал фриз, изображавший крылатых Ник, подносящих дары своей покровительнице Афине. Основной идеей монументального ансамбля святилища являлась победа афинян под покровительством Афины, выраженная в формах мифологических, исторических и аллегорических сюжетов. На основе изучения древнегреческих литературных источников и произведений изобразительного искусства, историк искусства и археолог Эндрю Стюарт составил предположительную сюжетную программу скульптурного оформления святилища:
|            |              | Восточный фасад | Северный фасад | Западный фасад    | Южный фасад                                               | Схожие произведения                                              |
| ---------- | ------------ | --------------- | -------------- | ----------------- | --------------------------------------------------------- | ---------------------------------------------------------------- |
| Мифология: |              |                 |                |                   |                                                           |                                                                  |
| Акротерии  | Беллерофонт  |                 | (?)            |                   | Парфенон: шлем статуи Афины Парфенос, пегасы              |                                                                  |
| Фронтоны   | Гигантомахия |                 | Амазономахия   |                   | Парфенон: восточные и западные метопы. Щит Афины Парфенос |                                                                  |
| История:   | Фриз         | Собрание богов  | Битва (?)      | Битва (?)         | Битва (Марафонская)                                       | (Парфенон: метопы, восточный фронтон) Расписная стоя Тираноборцы |
| Аллегория: | Парапет      |                 | Ники и Афина   | Ники, Афина, Ники | Афина и Ники                                              | Парфенон: фриз                                                   |

#### Фриз антаблемента
Фриз антаблемента изваяли в период между созданием двух крупнейших памятников конца V века до н. э. — скульптур Парфенона, завершённых в 432 году до н. э., и фриза Эрехтейона 409—406 годов до н. э. Датировка определяется стилистическим анализом. В храме Афины Ники драпировки фигур более линейны, по сравнению с Парфеноном, а «гребни» тканей длиннее. Последние имели одинаковую ширину и располагались более широко и равномерно. Ткань выполнена более тонкой и на некоторых фигурах прилегала вплотную к телу, что положило начало приёму мокрой драпировки. Линии изгибов тканей на фризе выглядят более живыми и свободными. Данное направление дизайна получило развитие во фризе Эрехтейона. Пеплофоры на восточном фризе храма Афины Ники задрапированы почти также, как кариатиды портика Эрехтейона. Помимо Парфенона и Эрехтейона, датировку подтверждают четыре небольшие рельефа, исполненные на каменных плитах полисных документов: Мостового декрета (422/421 год до н. э.), договора между Афинами и Аргосом (417/416 год до н. э.), указа о награждении граждан Неаполя во Фракии и годового отчёта Казначея Афины (оба 410/409 года до н. э.). Два последних рельефа более остальных непохожи на фриз храма, а рельеф на Мостовом декрете, напротив, ближе всего по стилю. Рельеф договора между Афинами и Аргосом отличался чертами развитого «богатого стиля», уже последующей ступени в развитии древнегреческой скульптуры. Таким образом, создание фриза храма Афины Ники можно датировать примерно 420—418 годами до н. э., то есть сразу после Никиева мира.
Хотя фризы антаблемента храма имеют относительно хорошую сохранность, их иконография является дискуссионной. Южный фриз — единственный, который уверенно ассоциируют с историческими событиями. Сцены битв на западном и северном фризах в специальной литературе интерпретировали и как мифические, и как исторические. Немецкий археолог Карл Блюмель считал, что южный фриз изображал момент из греко-персидских войн, а западный и северный — эпизоды Пелопоннесской войны, то есть битвы между греками. По другой версии, на западном и северном фризах запечатлены сцены Платейской битвы 479 года до н. э.: на северном фасаде — борьба греков с персами; на западном — борьба греков, возможно афинян, с фиванцами, сражавшимися при Платеях на стороне персов. Эндрю Стюарт полагал, что во всех трёх фризах переосмыслялось понятие доблести в специфическом аттическом ключе. В этой концепции «демократического героизма» соединялись традиционные и новые представления: фризы являлись рассказом, отражавшим современные, на тот момент, представления об «истинном» афинянине, готовом, не взирая на риск, на смелые и решительные действия, и тем самым неоднократно достигающим побед.
Фриз южного фасада во многом схож с картиной Марафонского сражения, созданной для Расписной стои около 460 года до н. э. По всей видимости, изначальный сюжет сократили, выбрав только критически важные моменты битвы. На фризе греки атаковали слева направо, оттесняя персов в прибрежные болота, частично окружая их и проникая в ряды противника. В связи с этим изображение боя выглядит запутанным. Один перс спрыгивал со своей застрявшей в болоте лошади, а другого лошадь скидывала через голову. Афинский полемарх Каллимах вёл нападение из центра фриза влево, что подчёркивало окружение вражеской армии. В то же время в правой части остатки армии персов начинали отступление с боем к кораблям, где их ряды снова встречались с армией преследователей. Скульптор не стремился воспроизвести историческое событие реалистично: композиция не имела никакого отношения к реальной тактике массированной фаланговой атаки, а афиняне показаны в героическом облике, обнажёнными, за исключением плащей и шлемов, сражающимися с полностью экипированными персами. Фриз имел пропагандистскую функцию, прославляя не только победу в битве, но и физическую силу афинян, на которую они полагались больше, чем на оружие. Марафономахи показаны бросающимися вперёд или отскакивающими, чтобы нанести новый удар с невиданной быстротой, при этом их движения подчёркивали развевающиеся плащи. Персы наоборот выглядели медлительными. Такой подход к изображению афинян впервые возник в сюжете Амазономахии на щите Афины Парфенос (около 447—438 года до н. э.), а в южном фризе храма достиг наиболее яркого и наглядного выражения.

Детали южного фриза. Музей Акрополя
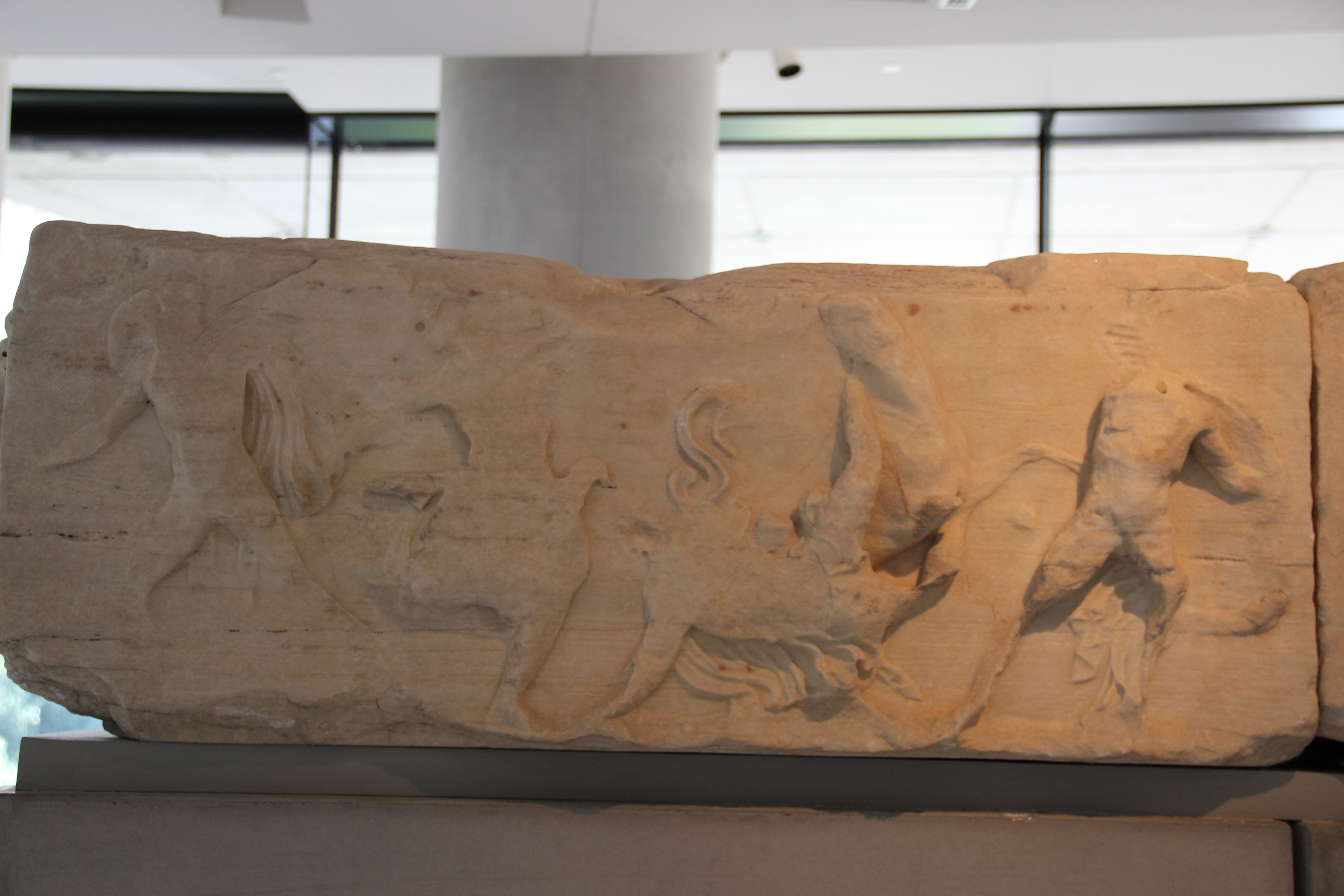
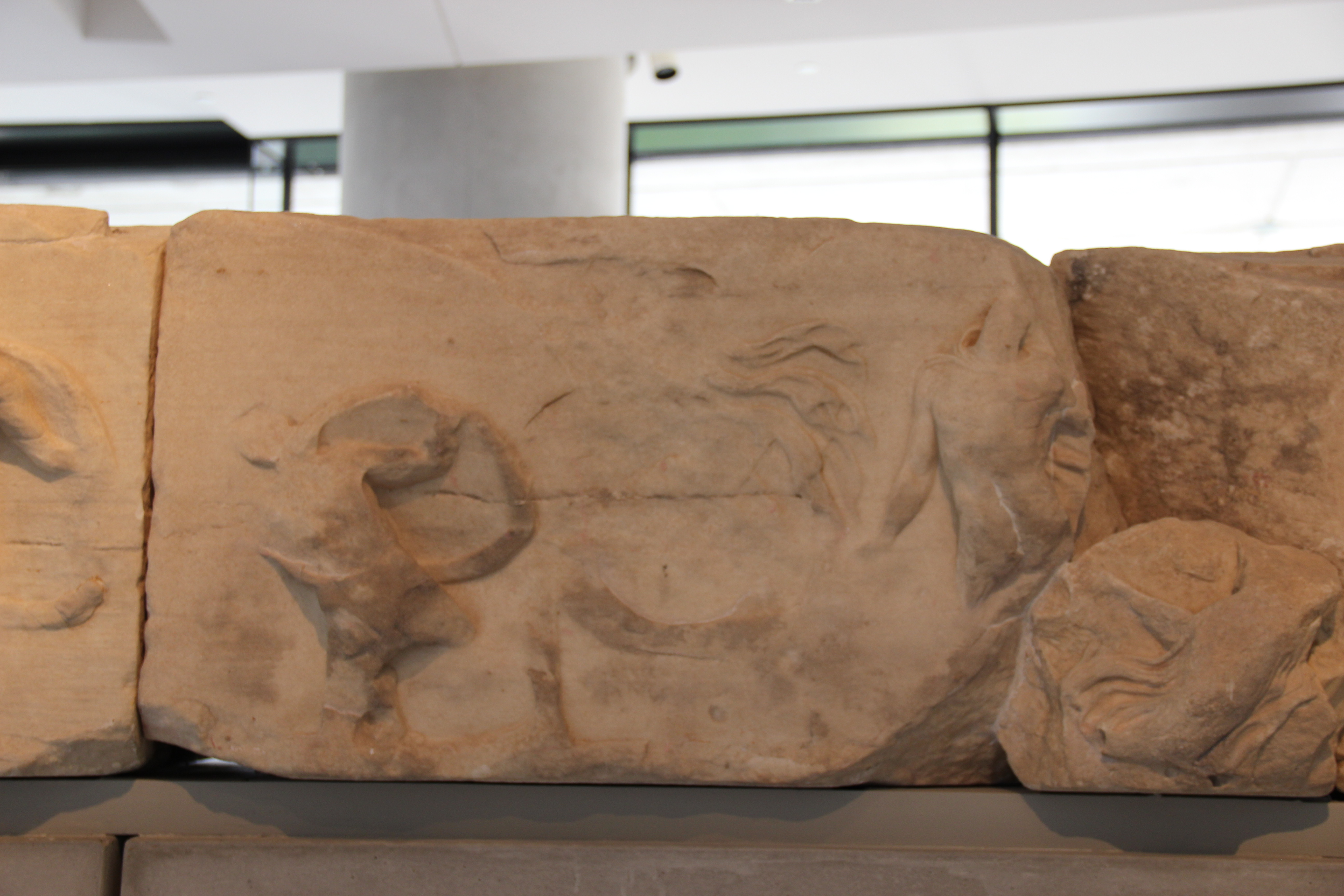
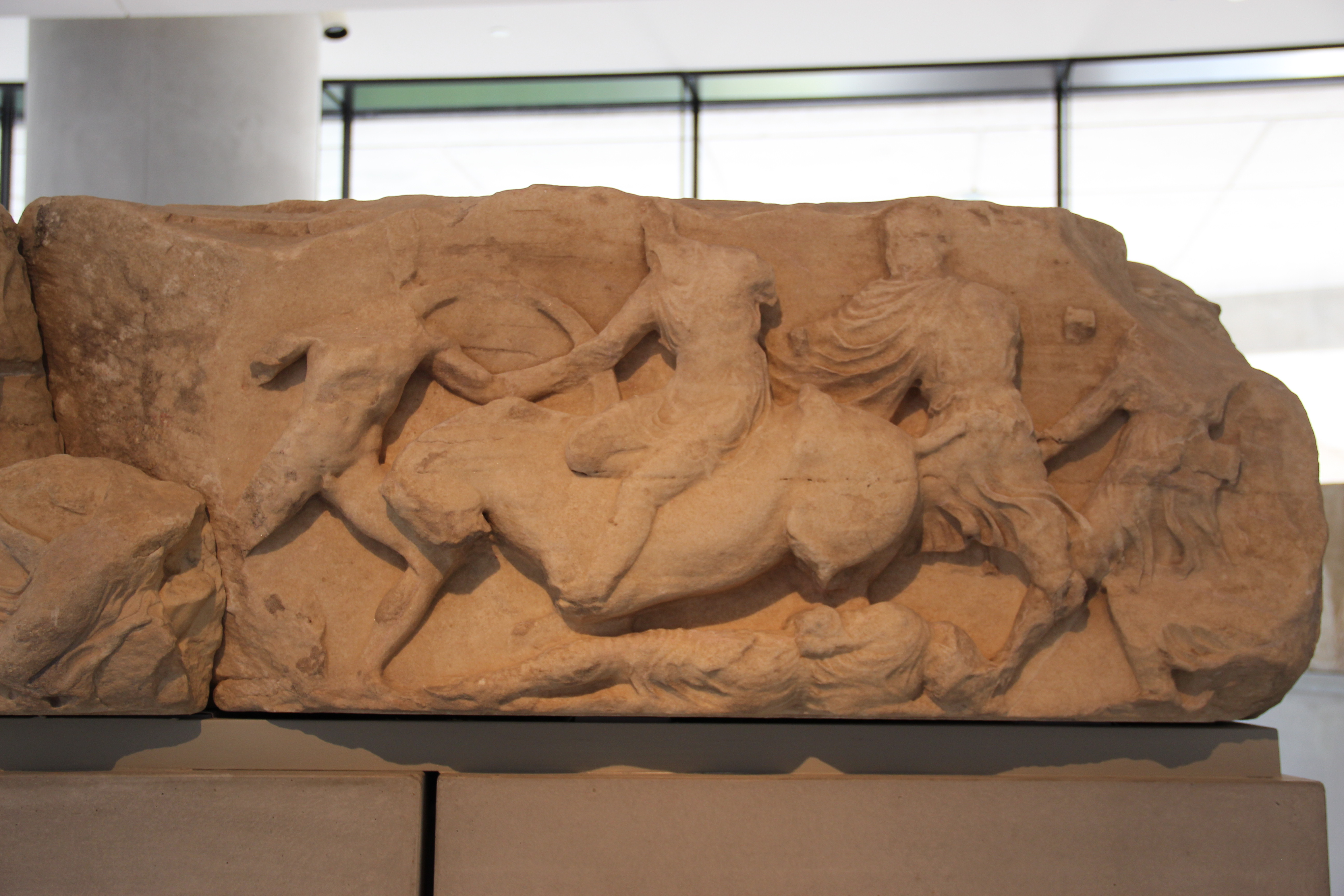
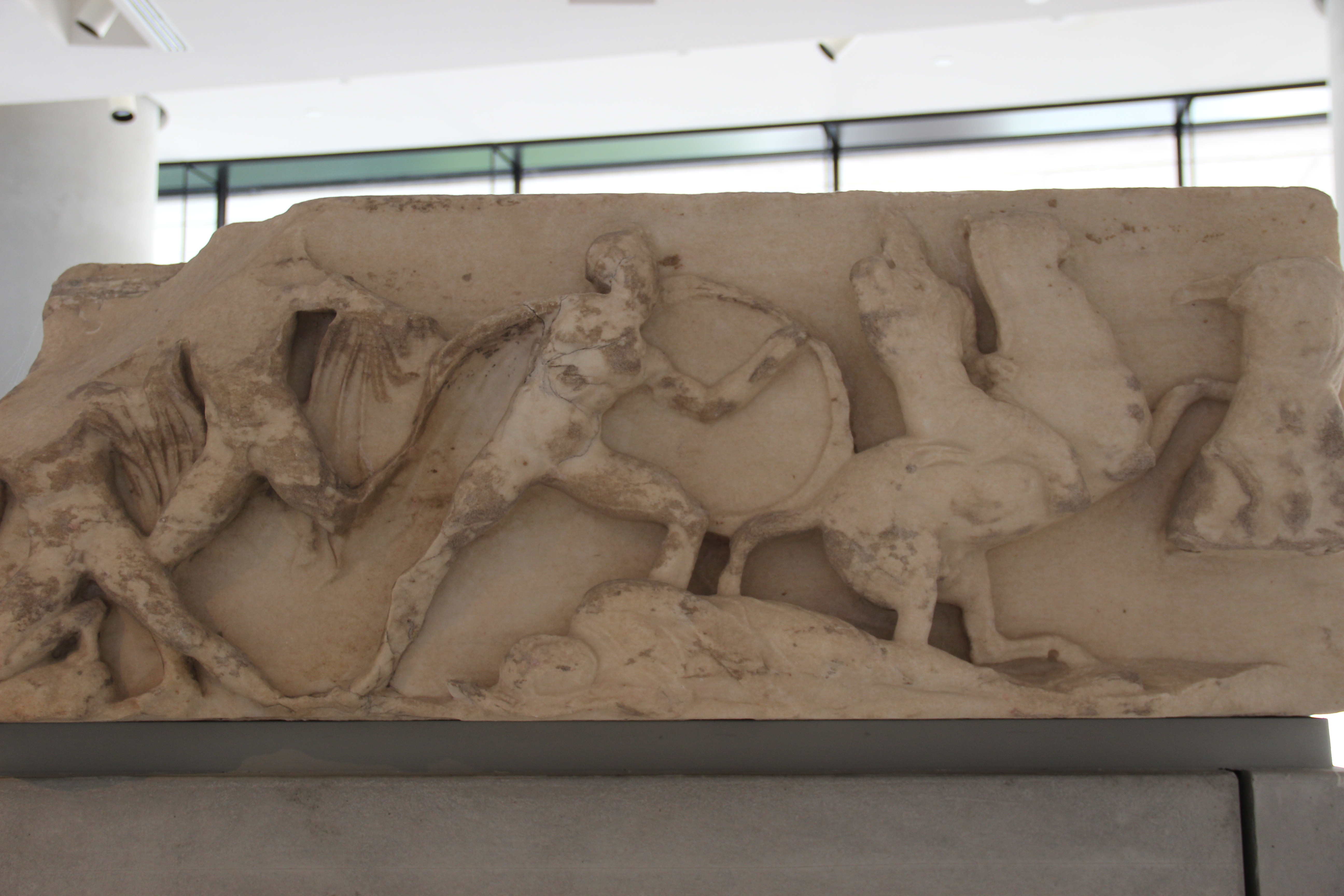

Фризы северного и западного фасада также изображали сражения. Отсутствие в них явных аналогий с мифическими битвами, а также уникальные детали (на западном фризе — трофей; на северном — плохо сохранившаяся сцена в правой стороне, вероятно, мирного характера) намекали, что сюжеты исторические. Тем не менее, в специальной литературе нет устоявшегося мнения, какие именно события изображались в данных случаях. В характере изображённых сцен имелись прямые параллели с фризом южного фасада: мотив героических дуэлей и почти полная нагота сражающихся афинян снова стояли во главе угла. Наличие трофея в западном фризе и необычной мирной сцены в северном, по всей видимости, связано с визуальной культурой афинян, желавших, чтобы зритель уловил значение композиций по этим подсказкам.
От северного фриза сохранилось небольшое число деталей. В нижней части фрагментарно сохранившейся плиты изображалась загадочная сцена, в которой мужчины стояли вокруг большой трибуны, интерпретированной как подножие крупного судна. Сюжет единственной целой плиты показывал битву, бушевавшую прямо над телами убитых воинов, а также преследование и пленение бородатого воина, во время бегства сбрасывавшего свой шлем коринфского типа. Рядом, над брошенным щитом, две лошади без всадников убегали с места сражения. Археолог-классик Андреас Фуртвенглер связывал сцену с Платейской битвой. На северном фризе, по его мнению, изображена битва афинян с беотийскими союзниками персов. Другие гипотезы, об изображении на фризе мифических эпизодов Троянской войны и подвигов Тесея, не нашли поддержки у исследователей.
Западный фриз изображал битву между греческими гоплитами и был отмечен интересными деталями: множеством трупов, разбросанных по полю сражения, и установленным в центре трофеем. Археолог Елизавета Пембертон связывала фриз с победой афинян во главе с марафономахом Миронидом над коринфянами в Мегариде в 458 году до н. э. Поскольку сражение состояло из двух эпизодов, состоявшихся в короткий промежуток времени, это могло объяснить изображение большого количества убитых воинов на фризе. Антиковед Джейн Эллен Харрисон видела здесь эпизод из подвигов Тесея. Посчитав убитых воинов, она предположила, что на фризе изображено возвращение трупов Семерых против Фив. В поздних исследованиях наиболее вероятной считали гипотезу о том, что битва изображала некую историческую победу афинян над спартанцами. Так как западный фриз храма первым представал перед поднимавшимися на Акрополь посетителями, афинянам полагалось поместить в нём актуальный, в то время, намёк на важный военный триумф.

Копия западного фриза, размещённая в антаблементе храма
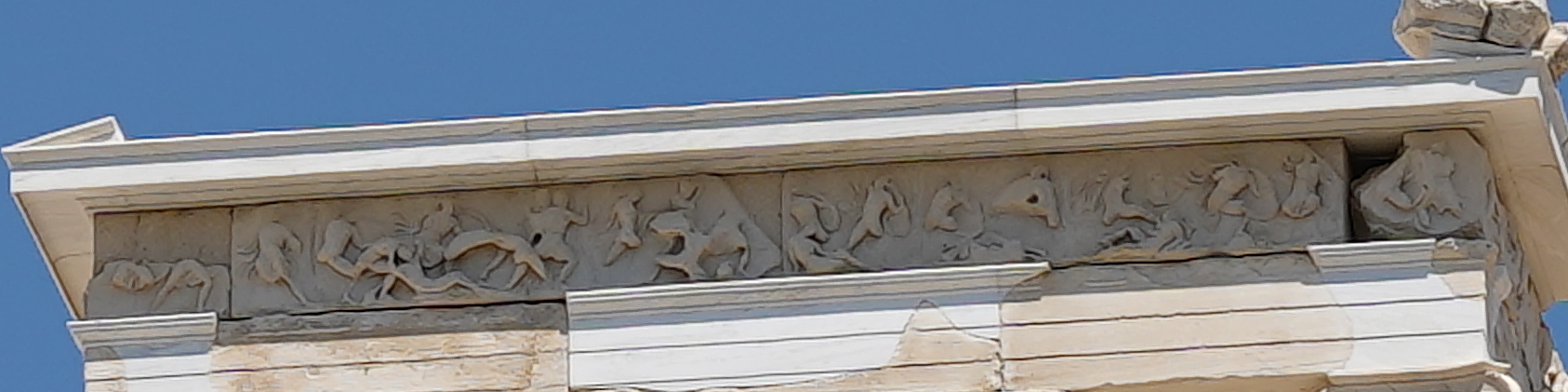

Собрание богов на восточном фризе добавлено в оформление для засвидетельствования побед афинян и придания всему циклу особой торжественности. Данный сюжет не имел ни мифологического, ни аллегорического подтекста, возникнув просто по аналогии с другими древнегреческими произведениями. Афина Ника изображалась точно по центру композиции, между сидящими Зевсом и Посейдоном. Фриз являлся явной отсылкой к восточному фронтону Парфенона, где в сцене рождения богини все трое располагались в точно таком же порядке, только Посейдон изображался стоя. У исследователей сложилось общее мнение относительно фигур, помещённых в крайнем левом углу: вторым слева изображён Эрот со своей матерью Афродитой. Богиня ставила ногу на камень, что являлось топографическим намёком на святилище Афродиты Пандемос на южном склоне Акрополя, располагавшемся недалеко от Микенского бастиона. По другую сторону Эрота стояла спутница Афродиты Пейто. Далее располагались три Хариты или Грации. Рядом располагалась сидящая фигура богини. Её интерпретировали по-разному. Наиболее вероятно, что рельеф изображал мать Граций Евриному или Гестию. Далее при движении в правую сторону последовательно располагались: Лето, Аполлон, Артемида, Дионис, Амфитрита, Посейдон, Афина, Зевс, Гера, Гермес, Гигиея, Кора, Деметра и сидящая Фемида в окружении двух Ор.

Восточный фриз. Собрание богов. Музей Акрополя
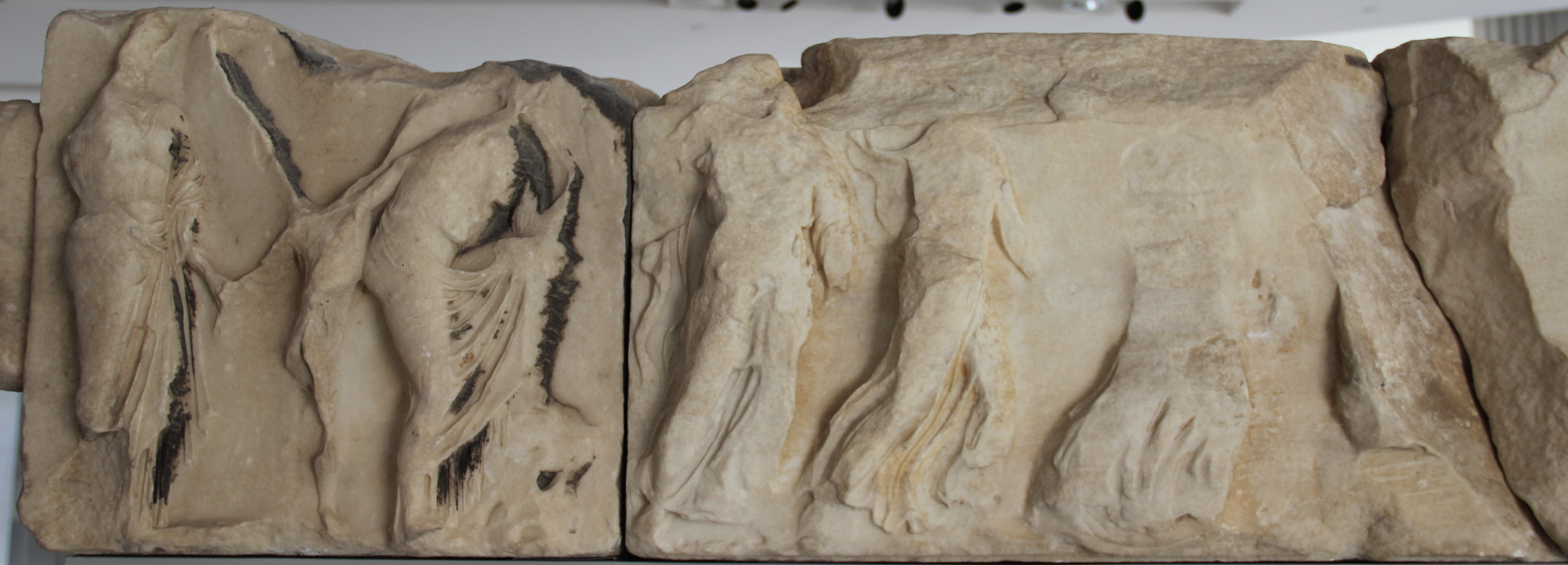
Пейто, Эрот, Афродита, три Хариты (или Грации), Евринома (или Гестия)
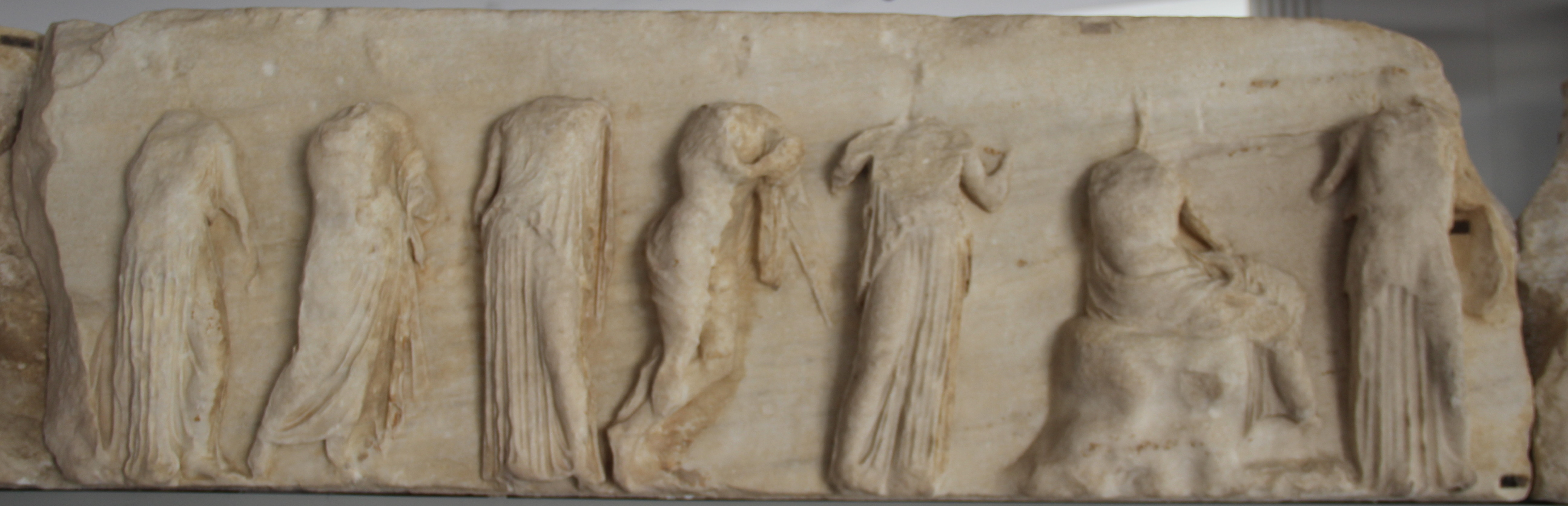
Лето, Аполлон, Артемида, Дионис, Амфитрита, Посейдон, Афина
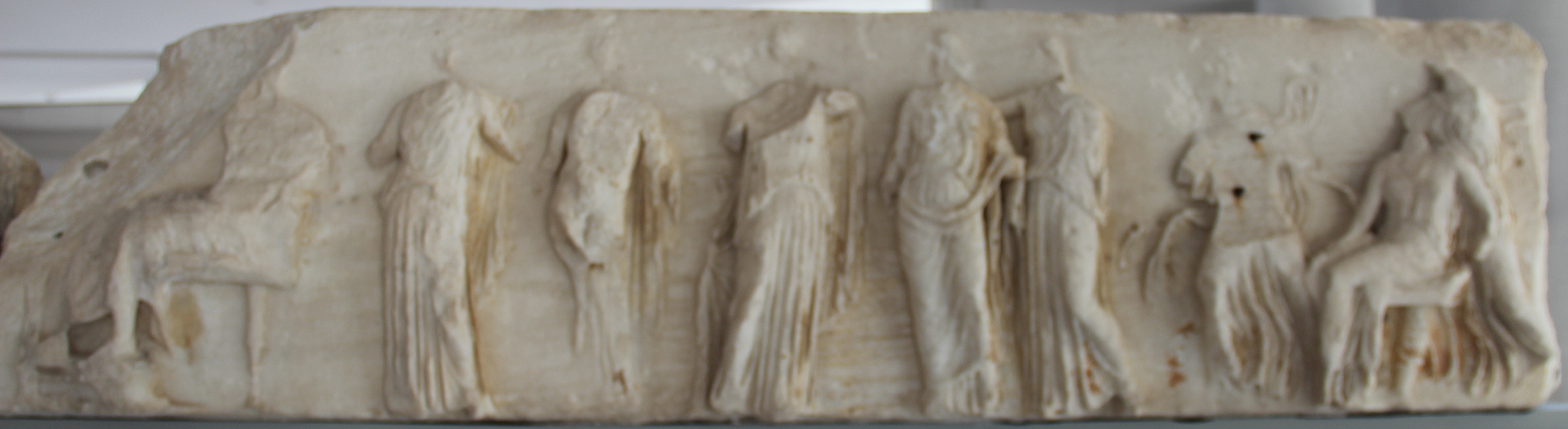
Зевс, Гера, Гермес, Гигиея, Кора, Деметра, Фемида с Орами

В характере композиции обращал на себя внимание отход от традиционного нарратива: при сравнении со скульптурой Парфенона и батальными сценами остальных фризов, бросались в глаза неподвижность и строго фронтальное расположение фигур богов, отсутствие живого динамизма фронтонов Парфенона. В движении изображены только фигуры на левом углу, вероятно, приносившие весть о победе, изображённой на южном фризе. По всей видимости, скульптор хотел совместить в произведении два противоположных взгляда на божественную сущность: традиционное представление о божественном вмешательстве в людские дела (в чём непосредственно и заключался смысл существования храмов) и черту, которая делала богов богами — их отстранённость от мирских дел. За пятьдесят лет до этого схожий нарратив возник в метопе храма Зевса в Олимпии, изображавшего Афину, приказывающую Гераклу очистить Авгиевы конюшни. Опустошительная чума 430—427 годов до н. э. могла спровоцировать чувство недовольства Олимпийскими богами за их равнодушие к людским бедам. Вероятно, по этой причине, фигуры богов неестественно спокойны, но само их изображение на фризе в то же время парадоксально свидетельствует о божественном участии в победах афинян.

#### Фронтоны
Скульптуры фронтонов и акротерии изваяли сразу после завершения фриза, примерно в 418—416 годах до н. э. Фронтоны храма, высотой 0,555 м, имели небольшие статуарные композиции, крепившиеся к гейсону тонкими металлическими стержнями. От скульптур сохранились лишь несколько фрагментов, но их оказалось достаточно, чтобы определить сюжет Гигантомахии на восточном фронтоне. В западном фронтоне, скорее всего, размещалась композиция на сюжет Амазономахии. Выбор скульптором данных мифологических сюжетов напрямую связан с посвящением храма Афине. Роль богини в отражении атаки гигантов на олимпийских богов воспринималась как её величайший триумф. Сюжет Гигантомахии изображён не только на восточных метопах Парфенона и щите статуи Афины Парфенос, но и вышивался на Панафинейском пеплосе, преподносившемся в дар богине каждые четыре года, в ходе великого празднества в её честь. Наиболее закономерным являлось бы размещение во втором фронтоне храма Амазономахии — ещё одного величайшего легендарного подвига, заключавшегося в разгроме амазонок у стен Акрополя. В Парфеноне сюжет изображался на западных метопах и, опять же, на щите статуи Афины Парфенос. В обоих случаях Гигантомахия и Амазономахия помещались рядом в одном произведении и явно рассматривались как две стороны одной медали. Другие мифологические темы (Кентавромахия, «Разрушение Илиона» и так далее) не подходили для сюжетного оформления храма, так как они не смогли бы донести мысль, что доблесть афинян в защите своей родины сравнима с доблестью богов в защите их дома — Олимпа.

#### Акротерии
По данным эпиграфики, акротерии храма покрывала позолота. Позолоченная пластинка с одного из них поступила на хранение в сокровищницу Гекатомпедона, о чём в 382/381 году до н. э. сделана соответствующая запись. В ходе археологических работ обнаружены два блока основания центрального акротерия восточного фасада, в которых вырезаны полости для размещения скульптуры и дюбелей, с помощью которых основание крепилось к фронтону. Также сохранились шесть фрагментов оснований четырёх угловых акротериев. Археологические данные свидетельствовали, что акротерии выполнили из бронзы и они имели непропорционально большие размеры, в сравнении с самим храмом. Яркая позолота и большие размеры позволяли визуально выделить их в монументальном ансамбле западного склона Акрополя.
О характере и сюжете скульптур невозможно сказать что-либо определённое, так как акротерии полностью утрачены. Первую попытку их реконструкции предпринял немецкий археолог Андреас Линферт в 1968 году, поместив три мраморные скульптуры из собраний Национального археологического музея, музея Акрополя и Лувра на сохранившиеся основания. В дальнейшем исследователи отвергли гипотезу Линферта, поскольку акротерии явно изготовили из бронзы, а не из мрамора. В следующем году филолог-классик Патрисия Нилс Боултер связала центральный акротерий храма с фрагментарно сохранившейся аттической надписью, упоминавшей Беллерофонта, Пегаса и Химеру. Позже надпись определили, как часть отчетов о постройке Эрехтейона. Гипотеза Боултер не нашла поддержки у других исследователей, особенно в части иконографии Беллерофонта — мифического героя коринфского происхождения, крайне непопулярного в Афинах.
Впоследствии исследователи предложили три наиболее вероятных варианта реконструкции центрального акротерия восточного фронтона: в виде большого треножника, трофея или крылатой Ники, по типу статуи Ники Пеония. Данные варианты реконструкции опирались на общий контекст архитектуры храма Афины Ники и военных ритуалов афинян. Аллегорические скульптуры треножников, трофеев и статуй Ники, помещённые на возвышение, ставились афинянами в Марафоне, Саламине и в других местах, связанных с военными победами. Треножник мог быть отсылкой на Афинский треножник в Дельфах и треножники Монумента эпонимов; трофей — на афинские памятники в Марафоне и Саламине, а также фриз парапета Ники; статуя крылатой Ники — на статую Ники Пеония в Олимпии. Угловые скульптуры, скорее всего, имели форму крылатых Ник.

#### Фриз парапета Ники
Фриз, установленный с внешней стороны парапета бастиона Ники, выполнили шесть скульпторов (по два с каждого фасада), среди которых, по-видимому, были Каллимах и Пеоний, автор прославленной статуи Ники в Олимпии. Единственным установленным фактом относительно авторства является вывод, что работа выполнялась скульпторами Фидиевой школы. Композиция фриза испытала влияние Парфенона. В обоих случаях показано параллельное встречное движение фигур на северных и южных фасадах к центру, то есть фризу западного фасада. К началу 1930-х годов археологи обнаружили 44 фрагмента фриза, не считая отдельных частей, соединённых вместе в крупные блоки. Первоначально считалось, что скульптуры покрывали парапет только с северного фасада и на небольшом северо-восточном участке над лестницей (около 11 м). Со временем обнаружили следы блоков на карнизе и ступенях храма с западной стороны (общая длина увеличилась до около 19 м). Обнаруженный блок юго-западного угла подтвердил, что парапет тянулся и по южному фасаду бастиона. Общая предположительная длина парапета увеличилась до почти 42 метров. Согласно реконструкции Уильяма Белла Динсмура, парапет состоял из 32 блоков, на которых в общей сложности размещалось 65 фигур.
По художественному стилю фриза, наиболее искусному из всех скульптурных произведений храма, можно судить о завершающем этапе оформления монументального ансамбля святилища. Разница в стилистике плит прослеживается последовательно, от северного фасада до южного, что характерно для памятника, изваянного в течение нескольких лет. Группа наиболее художественно выразительных рельефов с южного фасада включала: Нику, поправляющую сандалию, сидящую Афину и хорошо сохранившуюся стоящую Нику. По стилю они более всего походили на скульптуру фриза Эрехтейона, в котором, однако, драпировка имела более глубокую прорезь, равномерную форму и ярче выраженную игру светотени. 
Стоящая Ника больше всего походила на скульптуры Эрехтейона. Её пеплос ниспадал между ног серией тонких и высоких «гребней», создавая эффект затенённых борозд между ними. Во фризе Эрехтейона данный приём имел более выраженное исполнение, как и более развитый контрапост. Одна из стоящих фигур на южном фризе парапета покачивалась в контрапосте. В схожей позиции изображалась Афина на рельефах годового отчёта Казначея Афины и указа о награждении граждан Неаполя во Фракии 410/409 года до н. э. Две другие фигуры имели ещё более развитые позы, с выдвинутой вперёд ногой. Исполненная позже фигур резьба парапета по стилю относилась к более раннему периоду, чем сами рельефы, явно контрастируя с ними. Сравнение указывает, что фриз парапета уже исполнили к моменту остановки строительства Эрехтейона в 413 году до н. э. Учитывая необходимость завершения фронтонов и акротерий, после создания фриза антаблемента, можно определить дату начала изготовления скульптур парапета около 416 года до н. э.
На фризе каждого из трёх фасадов изображались Афина и Ники, занятые подготовкой победных торжеств: некоторые из них, как и на фризе Парфенона, вели жертвенных животных, другие ставили захваченные трофеи. Афина южного фриза сидела в кресле, высеченном в скале. Её шлем лежал на коленях, а щит с головой Горгоны в центре прислонён к подножию кресла. Даже в положении сидя Афина изображалась выше окружавших её Ник, занятых подготовкой жертвоприношения. Смысл сюжета фриза заключался в идее особого покровительства Афины Ники афинянам. Героические батальные сцены фриза храма здесь уступали место спокойным эпизодам почитания богини. Фриз парапета сюжетно дополнял фриз храма в аллегорической форме: военные триумфы закономерно переходили в сцены божественного празднества; жестокие убийства войны — в ритуальные жертвоприношения животных; крайнее возбуждение сменялось изящным спокойствием, а опасности, трагедии и ужас — улыбкой судьбы и элизиумом. Фриз парапета Ники, в данном контексте, являлся одним из самых ранних столь масштабных аллегорический повествований в древнегреческом искусстве. В XX веке парапет Ники получил большую известность и был оценен широкой публикой и специалистами, как одно из самых красивых и значительных сохранившихся произведений искусства Древней Греции.

Южный фриз
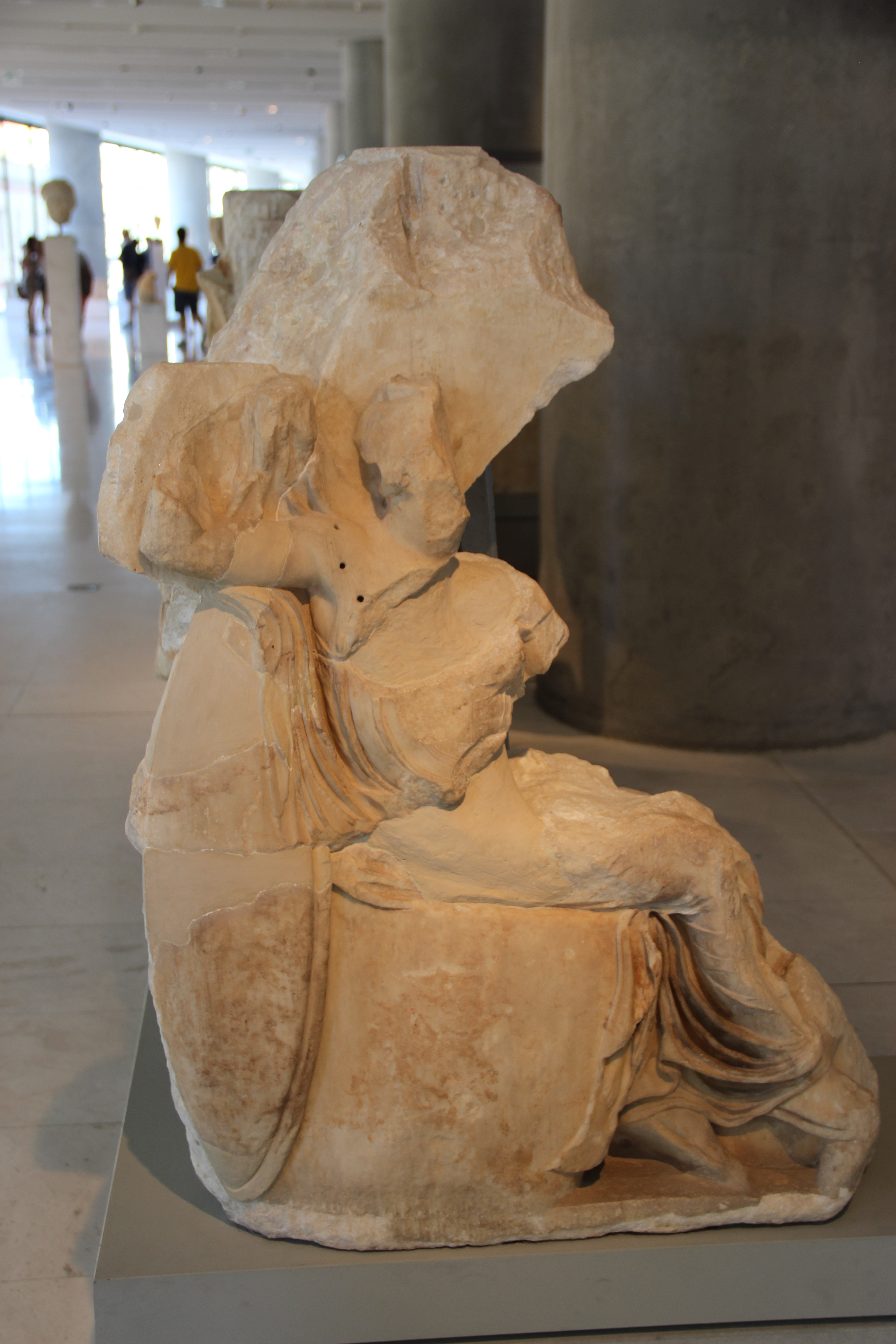
Сидящая Афина
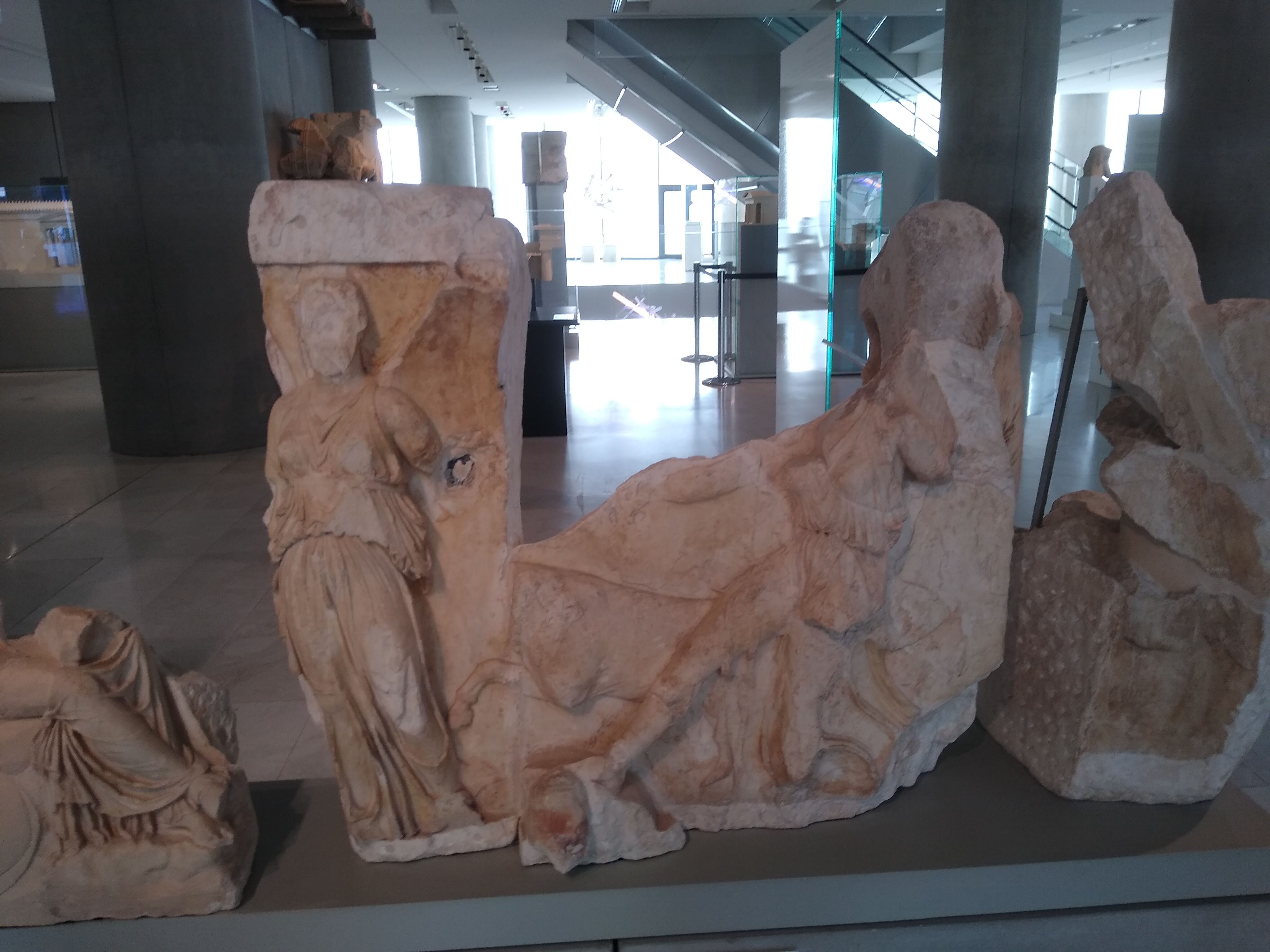
Две Ники, ведущие жертвенного быка. Слева — стоящая Ника
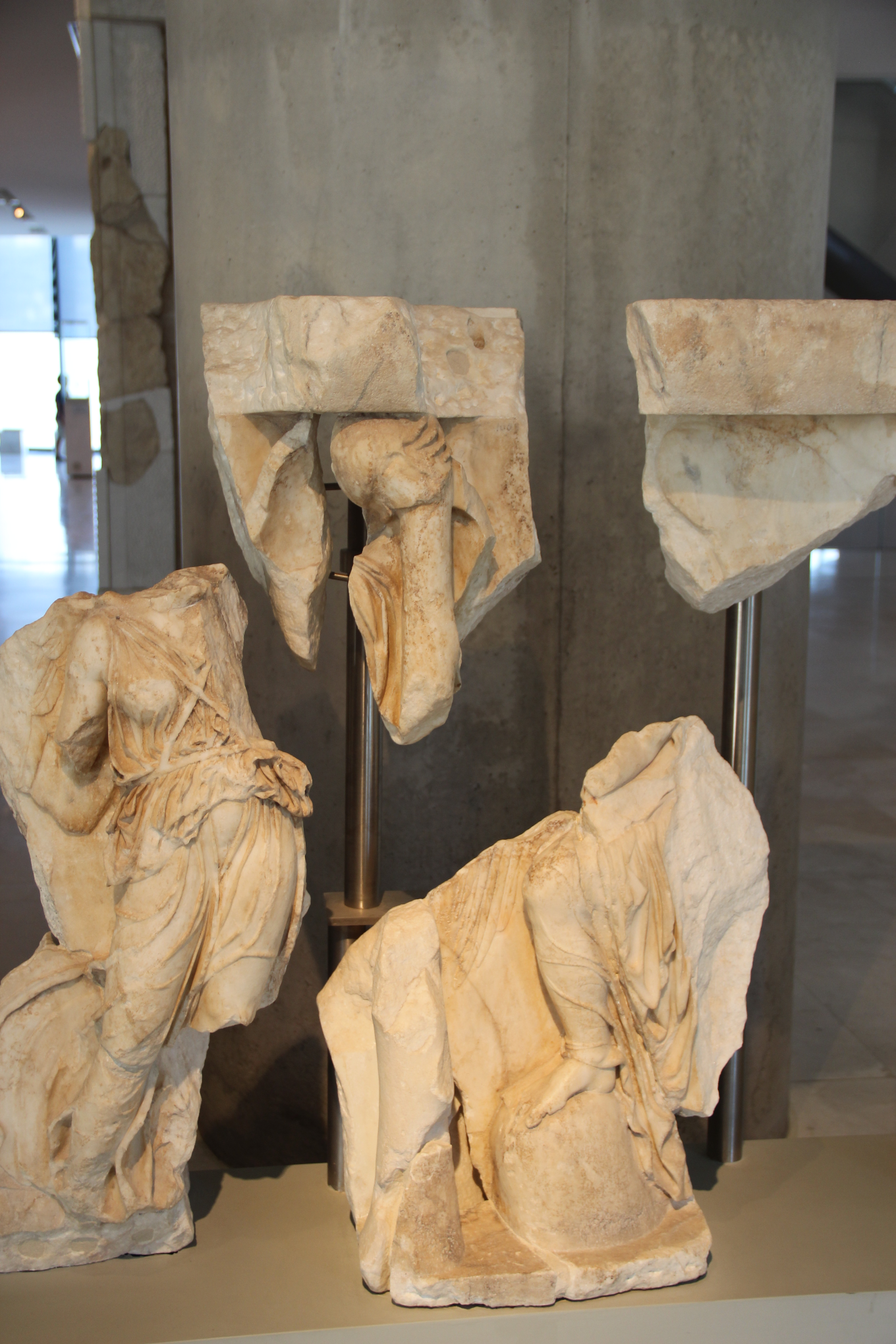
Ники, несущие трофей
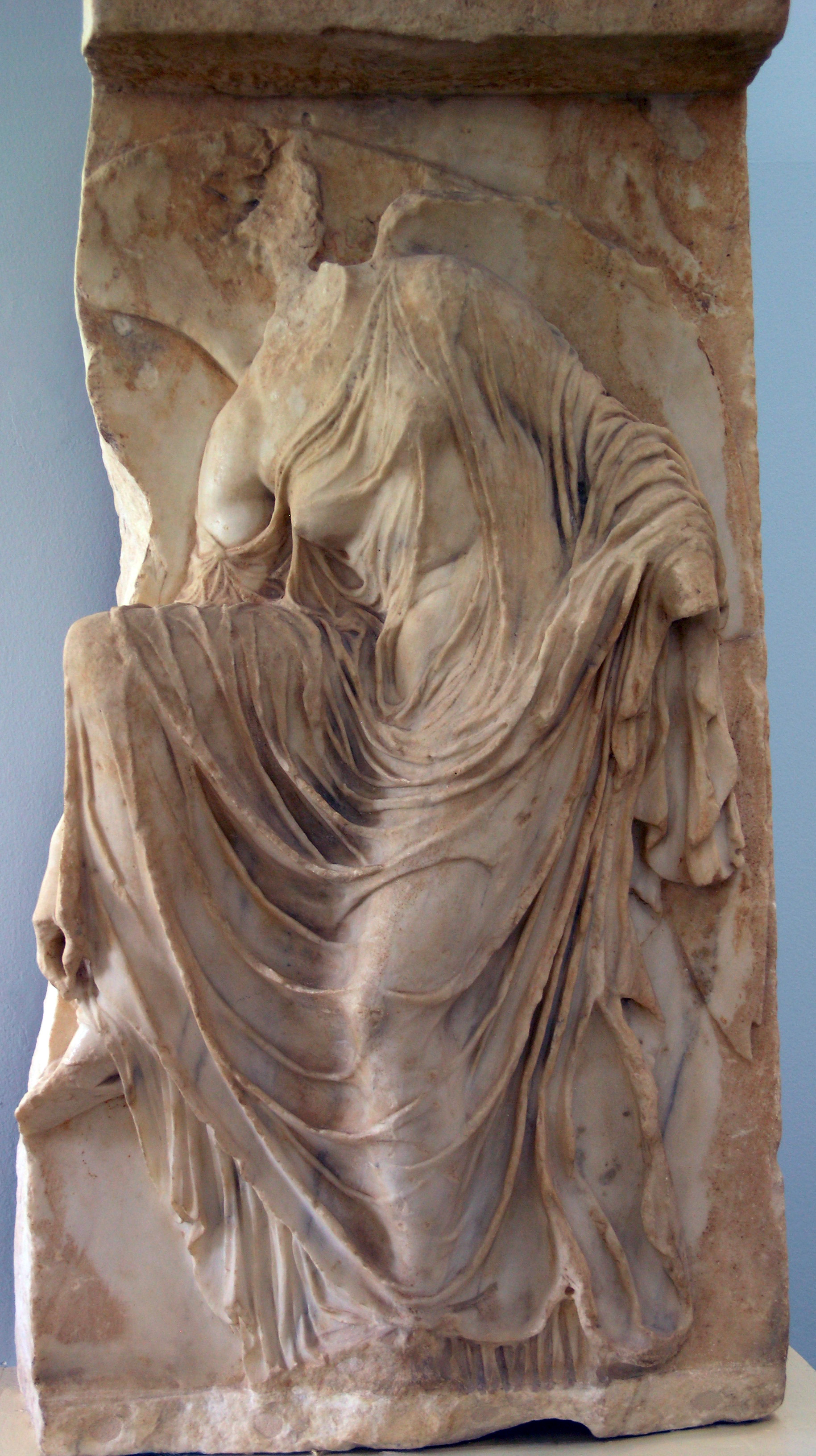
Ника, поправляющая сандалию
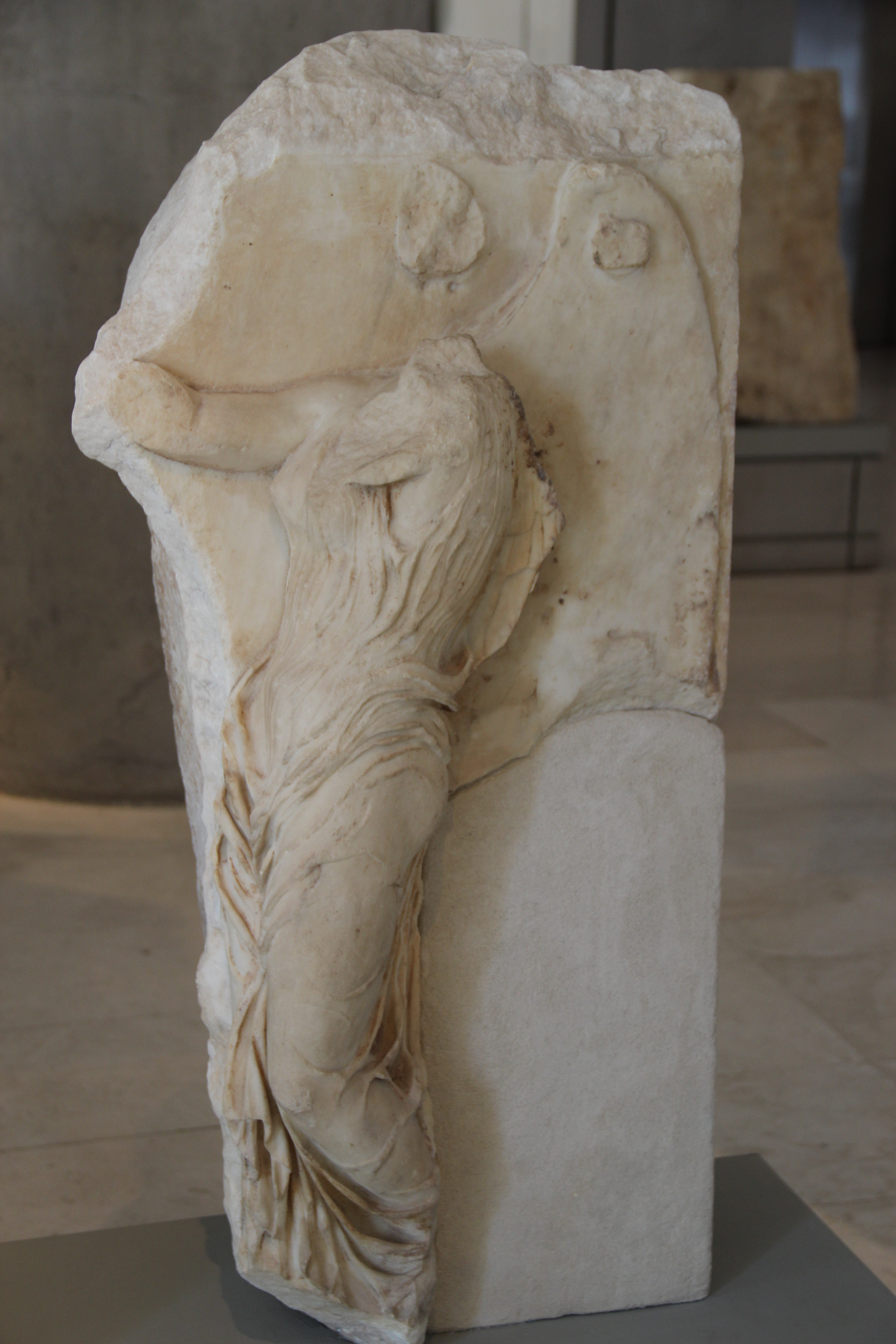
Ника, несущая трофей

### Культовая статуя
В целле храма стояла деревянная культовая статуя, описание которой сохранилось в словаре Гарпократиона под словом «Афина Ника»:
Ликург в книге «О жречестве» говорит, что чтили деревянную бескрылую статую Афины, державшую в правой руке гранатовое яблоко, а в левой — шлем; о том, что её чтили афиняне, сообщает толкователь Гелиодор в первой книге своего сочинения об Акрополе.Валерий Гарпократион, Словарь десяти ораторов
Деревянные статуи в классический период обычно покрывались частично или полностью позолотой, слоновой костью или мрамором. Предположительно, статую Афины Ники также покрывала позолота, а лицо, кисти рук и выступающие из-под одежды ноги могли быть изготовлены из мрамора. Афина Ника была представлена в храме как богиня наступившего мира: у неё отсутствовало копьё, а в руках она держала снятый с головы шлем и гранатовое яблоко. Гранат в Древней Греции являлся повсеместно распространённым атрибутом мира, плодородия и процветания. Изготовили статую из трофеев, захваченных афинянами в ходе Архидамовой войны: победа над амбракиотами и возвращение Ольпы произошло зимой 426/425 года до н. э., а летом 425 года до н. э. — завершение гражданской войны в Керкире и завоевание Анактория. Сохранилась запись о двух золотых Никах, освящённых в 426/425 году до н. э. в честь празднования побед. Статуя Афины Ники могла быть освящена уже в 424 году до н. э., или, как некоторые памятники данного периода, в последние годы Архидамовой войны или же в честь Никиева мира.
В ходе реформ Ликурга Афинского около 338—326 годов до н. э. Афины перестраивали и украшали. В частности, Ликург инициировал реставрацию ряда статуй из драгоценных металлов, в том числе и статуи Афины Ники, которой на тот момент исполнилось уже около ста лет. Сохранившаяся надпись данного времени сообщала об учреждении государственным советом комитета по реставрации и принятии резолюции о жертвоприношении, согласно которой жрице Афины Ники поручалось преподнести жертву от имени народа, с целью умилостивить богиню. Внимание к культовой статуе государственного совета свидетельствовало, что культ Афины Ники в тот период сохранял важное значение.
Со временем афиняне забыли историю возникновения культа Афины Ники и стали называть её «Бескрылой Победой». Однако богиня победы Ника всегда изображалась крылатой, а Афина Победительница не могла и не должна была иметь крыльев. Отсутствие у статуи Афины копья и щита и наличие граната в руке, более характерное для Афродиты, также вызывало недоумение потомков, по поводу чего была написана эпиграмма:
Древнерожденная дева, меня огорчаешь, Киприду,

В дерзкой ты держишь руке мне предназначенный дар.

Помнишь ли, некогда в споре на склонах утесистой Иды

Мне, не тебе, передал яблоко это Парис.

Щит и копье тебе любы; а яблоко мне подобает…

Бедствия прежней войны нужно ли нам повторять!
Достоверных археологических данных о культовой статуе не сохранилось. Четыре плиты пола целлы разбили турки-османы при строительстве порохового погреба под храмом, а каких-либо фрагментов основания статуи обнаружить не удалось.

### Алтарь и мощение
Три каменных блока жертвенника алтаря сохранились у нижней ступени крепиды храма с восточной стороны. От самого алтаря осталось немного фрагментов. Судя по деталям его поросового основания и следам, оставшимся на жертвеннике, алтарь стоял на расстоянии 1,70 м от стилобата храма и имел размер около 3,9 м в диаметре. В северо-восточном углу святилища сохранились тротуарные плиты. Ещё один их участок в северо-западном углу заново переложили при реставрации 1930-х годов. Плиты, высеченные из пентелийского мрамора, покоились на поросовых направляющих (поперечинах). Сохранившиеся части мощения опирались на засыпку из обломков пентелийского мрамора.

## Позднеклассическая Греция
IV в. до н. э. в истории Эллады стал временем постоянных войн между греческими полисами, прерывавшихся лишь короткими периодами неустойчивых перемирий. После разгрома в Пелопоннесской войне, Аттика погрузилась в экономический кризис, бедность распространилась в недавно процветавшем государстве. Благосостояние Афин быстро восстановилось, уже к середине столетия Пирей, морские ворота полиса, вновь стал одним из крупнейших торговых портов Средиземноморья. Разрыв между бедными и богатыми остался очень существенным. В общественной жизни теперь бо́льшую роль играли семейные кланы и отдельные граждане, а экономика стала столь же важной сферой, как и политика. Изменения коснулись и культуры Афин, в частности архитектуры. Именно в IV в. до н. э. возникло представление о периоде реформ Перикла, как о «золотом веке», а ансамбль Акрополя стал считаться высочайшим художественным достижением афинян. В моду вошли демонстрация личного богатства, строительство роскошных жилых домов и величественных погребальных памятников. Общественное строительство, напротив, пришло в упадок. История Акрополя позднеклассического периода в большей степени связана с возведением посвятительных памятников, чем со строительством зданий.
В середине столетия македонский царь Филипп II сумел превратить своё государство в крупнейшую военную державу на Балканах, в 348 году до н. э. разгромившую могущественный Халкидский союз. Поначалу Филипп навязывал политику покровительства греческим полисам, которой последние, особенно афиняне, были недовольны. В 338 году до н. э. македонская армия, под предводительством восемнадцатилетнего сына Филиппа Александра, вторглась в центральную Грецию, разгромив объединённое войско фивян и афинян в Битве при Херонее и принудив полисы к нежеланному альянсу. Афины присоединились к созданному Филиппом Коринфскому союзу и потеряли политическую независимость, хотя последующие шестнадцать лет сохраняли автономию в решении местных дел. 338—322 года до н. э. называют последним классическим периодом в истории Афин, их «серебряным веком». Данное время прошло под знаком энергичной деятельности Ликурга Афинского, реформировавшего городские финансы и организовавшего работы по украшению полиса. Политический деятель надеялся, что Александр Македонский, возглавивший империю отца и отправившийся в поход в Азию, уже никогда не вернётся на родину, и тогда Афины смогут вернуть себе политическую независимость и былую славу. Реформы Ликурга являлись подготовкой к этим желанным событиям.
Согласно античным источникам, огромные суммы потратили на украшение Акрополя. Все связанные с культом Афины статуи получили новое богатое оформление. В частности, была отреставрирована статуя Афины Ники и вновь покрыты золотом, снятым в ходе кризиса 407/406 года до н. э., акротерии её храма. На Акрополе Ликург не возвёл новых зданий, но организовал постройку главного афинского памятника позднеклассической эпохи — мраморного театра Диониса. Территория, примыкавшая с юга к Акрополю, где располагался театр, стала обрастать многочисленными посвятительными монументами, в разных формах воспроизводивших афинские постройки «золотого века» Перикла. Известно, что один из хорегических монументов конца IV в. до н. э. представлял собой копию храма Афины Ники.

## Эллинистическая и римская Греция
После смерти Александра Македонского в 323 году до н. э. его империя распалась на несколько частей, наступила так называемая эллинистическая эпоха. Об истории святилища Афины Ники периода Эллинизма не сохранилось почти никаких сведений. В эпиграфике последние упоминания эпиклесы Афина Ника встречались в SEG XXX 69 (около 304—302 годов до н. э.), IG II² 677, SEG XXVII 2 (около 250 года до н. э.), IG II² 1006, SEG XXI 474 (122/121). По завершении классического периода исчезли всякие упоминания жрицы Афины Ники, в то время как жрица Афины Полиады часто упоминалась в эллинистическую и последующие эпохи, как «верховная жрица» Афин. Сохранились косвенные сведения о храме в III веке до н. э. В битве при Лисимахии 277 года до н. э. македонский царь Антигон II Гонат разгромил войско галатов. На Акрополе, в святилище храма Афины Ники, в честь этой победы поставили стелу. По всей видимости, установка памятника в данном месте имела идеологическую функцию, так как перекликалась со скульптурным оформлением, посвящённым победам афинян над персами.

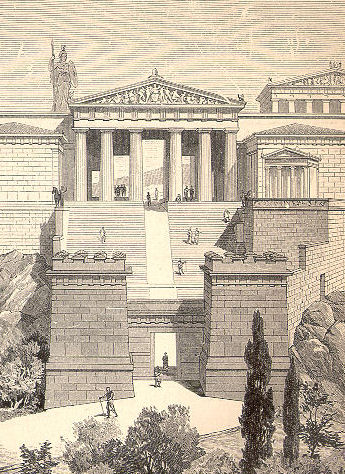
Реконструкция ансамбля западного входа на Акрополь в III—IV веках н. э. Иллюстрация из немецкой энциклопедии Pierers Konversationslexikon, 1891 год

К I веку до н. э. эллинистические государства, в том числе и Греция, вошли в состав Римской империи. В период римского правления на Акрополе возводились новые статуи и памятники рядом с классическими храмами, но крупного строительства практически не велось. В середине I века н. э. на западном склоне Акрополя построили монументальный Римский лестничный марш с мраморными ступенями, спроектированный с целью доступа на плато жертвенных животных, которых вели с юга на север по пандусу вдоль западной стены Микенского бастиона. Северный конец пандуса выходил на мощёную мрамором террасу, простиравшуюся от северо-западного угла бастиона до юго-западного угла монумента Агриппы.
В 267 году н. э. Афины атаковало германское племя герулов. Археологические изыскания показали, что Акрополь подвергся нападению во время набега. Античные памятники подожгли, большинство из них так и не восстановили. Значительную часть строений и статуй разобрали на материалы для строительства оборонительной стены и ремонта наиболее почитаемых зданий, в частности Парфенона. После изгнания герулов, западный склон Акрополя обстроили укреплением, впервые с 479 года до н. э. Постгерульские укрепления имели двое ворот. Одни из них хорошо сохранились и известны как Ворота Бёле, названные в честь археолога Шарля Эрнеста Бёле, обнаружившего их в середине XIX века. Вторые ворота возвели фасадом на юго-запад; с юго-восточной стороны они упирались в Микенский бастион, а с другой заканчивались прямоугольной башней. Их установили на пандусе, по которому процессия с жертвенными животными поднималась на Акрополь.
Римский император Феодосий I в 392 году издал указ о запрещении отправления языческих ритуалов. С этого времени культ Афины Ники прекратил существование.

## Византия и Франкократия
После раздела Римской империи в 395 году, греки попали под власть Византии. Крупнейшие храмы Акрополя — Парфенон и Эрехтейон — в течение семисотлетнего византийского правления перестроили в христианские церкви. Пропилеи использовались как дворец и укрепление.
В 1204 году на территории Аттики было создано Афинское герцогство, подчинявшееся франкам. С этого времени бывшее святилище Афины Ники стали постепенно перестраивать, приспосабливая под новые нужды. Наиболее ранние строительные работы, нанёсшие заметный ущерб ансамблю, относились к XIII—XV векам. Во второй половине XIII века между Микенским бастионом и монументом Агриппы возвели куртину. Крепостная стена являлась частью построек, возведённых правившими Афинами с 1204 по 1311 год франками, с целью повышения обороноспособности. В то время куртины являлись нововведением военной строительной техники, изобретённой для ближневосточных замков крестоносцев.
В ходе строительства порталы Ворот Бёле и Пропилей замуровали. Единственный вход в Акрополь теперь проходил через ворота, примыкавшие к западной стороне Микенского бастиона. Только через них в крепость могли попасть лошади и другие животные. Чтобы пандус имел подходящий для передвижения лошадей уклон, его продлили на север до монумента Агриппы, где устроили дверь в бастион. Внутри франкского бастиона дорога разворачивалась на юг и поднималась ещё одним пандусом на площадку святилища, после чего огибала южный флигель Пропилей. Алтарь святилища Афины Ники находился на пути новой дороги и, вероятно, именно в этот период, был уничтожен.
Тем не менее, здание храма Афины Ники оставалось практически невредимым. По всей видимости, к тому времени обвалилась крыша постройки, так как от фронтонов, симы и черепицы осталось крайне мало фрагментов. Вместе с тем вплоть до скульптурного фриза храм оставался полностью невредимым. Парапет Ники также имел хорошую сохранность. Причинами, по которым храм не перестроили или снесли, являлись небольшой размер постройки и малая площадь бастиона, препятствовавшие реконструкции и крупным строительным работам.

## Османская Греция
В 1456 году Османская империя захватила Афины. Около 1460 года Парфенон перестроили в мечеть. Примерно в XVI веке турки усилили крепость на Акрополе пушками. В 1645 году молния ударила в Пропилеи, приспособленные под хранилище пороха. Последовавший взрыв сильно повредил здание. Храм Афины Ники также переоборудовали под пороховой погреб. Турки вытащили четыре плиты пола целлы и раскопали фундамент, частично разбив покоившийся под ним храмик-наиск. Образовавшийся погреб перекрыли цилиндрическим сводом из бутового камня, верхняя часть которого доходила до уровня прежнего пола. Вход прорубили в крепиде храма с восточной стороны.

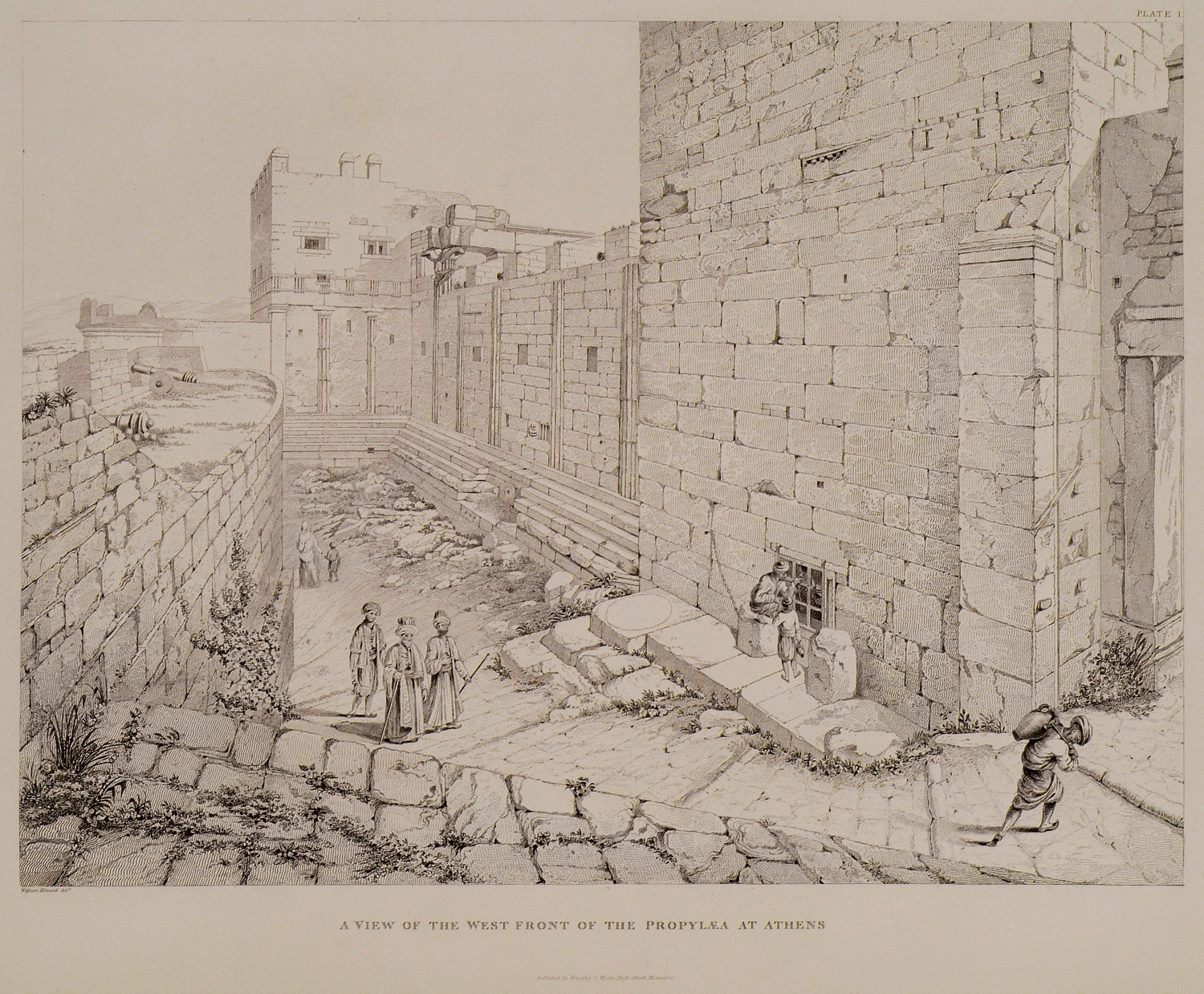
Вид на турецкие укрепления с Микенского бастиона. Иллюстрация из книги The Antiquities of Athens and other Places in Greece, издание 1830 года

Французский врач Жакоб Спон и английский путешественник Джордж Вилер стали единственными европейцами, видевшими храм Афины Ники в первозданном виде. Между 1671 и 1676 годами они посетили Афины, поднялись по средневековому пандусу на Микенский бастион, где задержались, любуясь открывшимися видами. В их заметках сохранились свидетельства о восхищении колоннами и искусным фризом храма, а также о пороховом складе в подвале постройки. Из средневекового «Гвардейского двора» путешественники видели фриз южного фасада парапета Ники, который ошибочно посчитали основанием Пропилей или мраморного портика. К западу от северной стороны двора они обнаружили ещё одни ворота, над которыми отметили скульптурное изображение орла, выполненное «с тончайшим мастерством». Вероятно, скульптура являлась одним из сохранившихся блоков парапета Ники.
Храм Афины Ники был разрушен незадолго до осады Акрополя 1687 года. Опасаясь нападения венецианцев, турки решили укрепить Микенский бастион. Здание разобрали до уровня крепиды, а пиргос надстроили крупной батареей. Средневековую куртину, проходившую от бастиона до монумента Агриппы, дополнили подиумом изнутри и надстроили. На площадке подиума разместили огневую позицию из четырёх пушек. Эпистиль, гейсон, блоки целлы и четыре плиты фриза встроили в надстройку стены. Оставшиеся плиты фриза, барабаны колонн, капители и несколько фрагментов фриза парапета Ники встроили во внутренний подиум. Пороховой погреб теперь защищала батарея, перекрывавшая западную половину стилобата храма. Предположительно, в период данной перестройки турки уничтожили несколько метров фундамента храма, от места расположения северного квадратного столба до северо-восточного анта, а погреб расширили в восточном направлении. Гравюра 1687 года с изображением Акрополя, находившаяся в коллекции Этьена Гравье (маркиза д’Ортьера), свидетельствовала, что к этому времени храма Афины Ники уже не существовало.

## Изучение храма в XVIII — начале XIX века

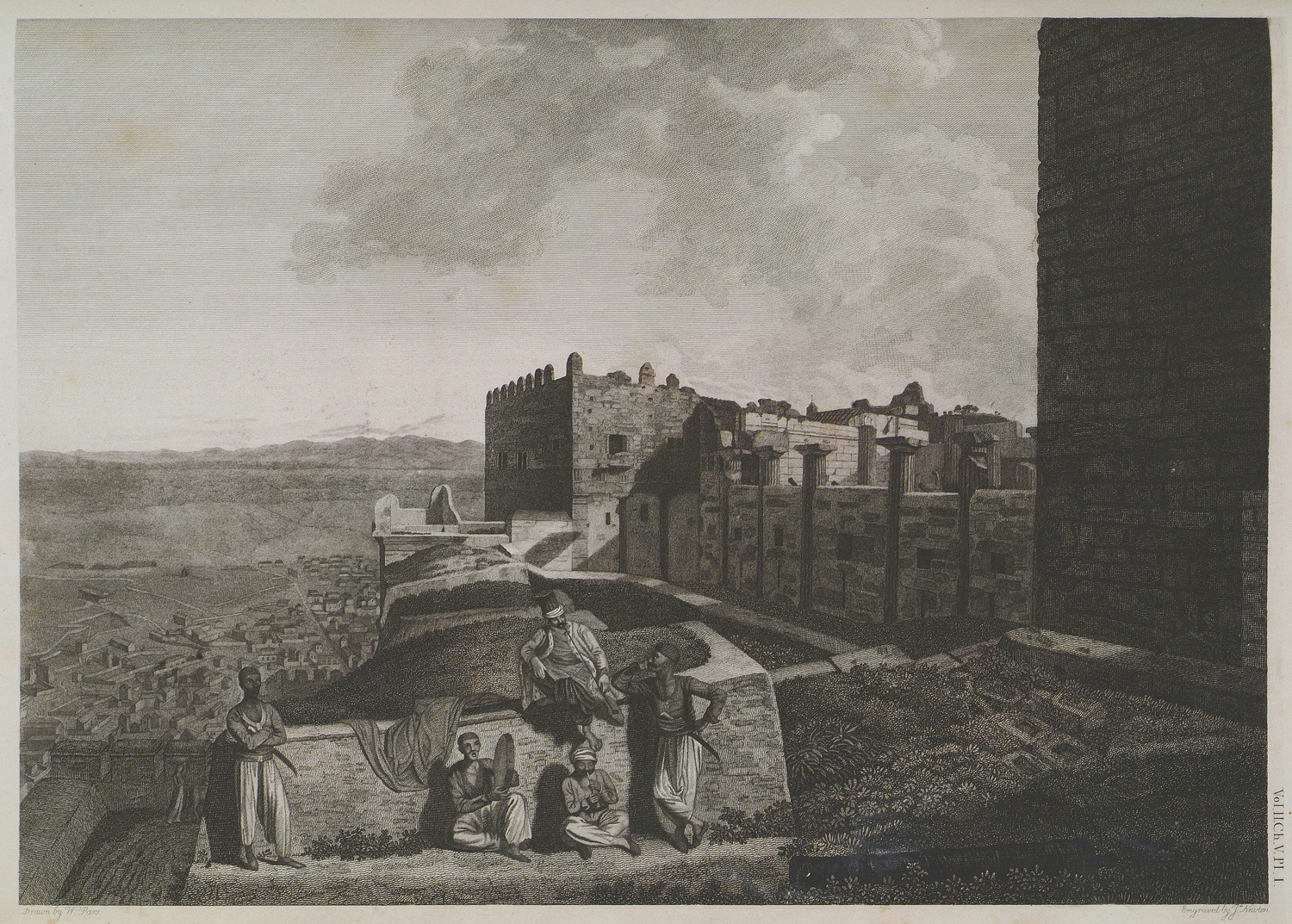
Вид на турецкие укрепления с Микенского бастиона. «Древности Афин», том II. 1787 год

На XVIII столетие пришёлся колоссальный прорыв в изучении истории. В эпоху Просвещения сложилась новая «картина мира» прошлого, началось формирование основных направлений и терминов истории как научной дисциплины. Возникновению понятия «культура», вошедшего в широкий обиход, в большой степени способствовало пристальное внимание любителей древностей (антиквариев) к материальным памятникам. Раскопки в Геркулануме и Помпеях первой половины XVIII века способствовали развитию неоклассицизма второй половины XVIII — начала XIX века, формировавшегося на основе эстетики Просвещения. Одним из важнейших его направлений стало так называемое «Греческое возрождение» — волна увлечения европейских интеллектуалов древнегреческим искусством, вызванная открытием во второй половине столетия археологических памятников в Восточном Средиземноморье. В отличие от доступного древнеримского искусства в Италии, памятники стран, захваченных Оттоманской империей, долгое время были недоступны европейцам. Поездки в этот регион участились в последней трети XVII века, но только с середины XVIII века началось систематическое изучение классической Греции.
В 1751 году лондонское Общество дилетантов профинансировало экспедицию в Афины живописца Джеймса Стюарта и архитектора Николаса Реветта. В течение трёх лет они проводили систематические раскопки, обмеры и зарисовки руин и скульптур, в частности — исчезнувших позже памятника Фрасилла и ионийского храма на реке Илисос, дважды путешествовали по Кикладским островам. На основе раскопок в Англии издали увраж «Древности Афин» в четырёх томах (1762—1830), с изображением всех памятников афинского Акрополя. Стюарт и Реветт стремились с наибольшей точностью отобразить вероятный первоначальный вид построек, с целью использования архитектурных деталей и орнаментов в современном строительстве. Чертежи и гравюры «Древностей Афин» создавались на основе точных измерений, с исключением позднейших средневековых перестроек и влияния современной, на тот момент, архитектурной моды. Данный метод лёг в основу реконструкций в современной археологии.
Стюарт и Реветт обнаружили на Микенском бастионе частично открытые ступени стилобата храма, а также замурованные в подиум турецкой батареи стену целлы и блоки фриза. Зарисовки исследователей показывали, насколько масштабными являлись утраты, так как крепиду храма они посчитали не отдельным зданием, а продолжением Пропилей. Исследователи тщательно зарисовали четыре вмурованные в стены, но доступные для обозрения, плиты фриза антаблемента. В записях не имелось никаких упоминаний подиума Пропилей и скульптурного изображения орла, о которых писали Спон и Вилер в конце XVII века. Обнаруженные детали постройки стали сложной загадкой для путешественников, ошибочно посчитавших находки частями храма Аглавры.
С началом путешествий в Грецию в XVIII веке обнаружились две опасности, угрожавшие сохранности памятников. Первая заключалась в том, что турки использовали руины в утилитарных целях — пережигали камень и мрамор на известь, и разбивали рельефы, чтобы добыть свинец, которым соединялись отдельные блоки. Вторая опасность исходила от интереса европейцев к антикам, за взятки перевозившимся в Европу. Турки стали сбивать части фризов с целью продажи, а некоторые из них, не понимавшие ценность памятников для европейцев, считали, что внутри  спрятаны клады, и начали активно уничтожать скульптуры. Путешественники пришли к убеждению, что необходимо спасать культурное наследие Древней Греции от варварства турок.
В 1800—1802 годах Томас Брюс лорд Элгин организовал экспедицию в Грецию с целью снятия слепков с крупнейших древнегреческих памятников. В Афинах масштаб работ расширился, помимо зарисовок и обмеров, Элгин решил заполучить оригиналы построек и писал: «Я желаю иметь экземпляры каждого из видов оригинальных объектов и архитектурных орнаментов: каждого карниза, каждого фриза, каждой капители; резных потолков, каннелированных колонн, примеры различных архитектурных ордеров и вариантов различных ордеров: метоп и тому подобного и сколь можно больше». Томас Брюс собрал знаменитую коллекцию, получившую название мраморы Элгина, состоявшую из скульптурного оформления Парфенона, кариатиды с портика Эрехтейона, надписей, скульптур, монет и ваз из различных районов Греции. Бо́льшую часть собрания вывезли из Афин на бриге «Ментор» в 1802 году. В состав коллекции, позже переданной в Британский музей, также вошли детали храма Афины Ники: четыре плиты фриза антаблемента, капители колонн и анты, извлечённые из стены турецкого укрепления.
Между 1810—1817 годами архитектор и археолог Чарльз Роберт Кокерелл сделал зарисовку площадки Микенского бастиона. Позже археолог Уильям Мартин Лик повторно обследовал местность и, используя рисунки Кокерелла и свидетельства Павсания, атрибутировал постройку, как святилище Афины Аптерос. В книге «Топография Афин» (1821) Лик представил реконструкцию плана и фасада, однако совершенно неверную: в его интерпретации храм представлял собой дистиль в антах, открытый в северном направлении.
К концу Греческой войны за независимость 1821—1829 годов турецкое поселение на Акрополе превратилось в руины. Парфенон, Эрехтейон и Пропилеи также сильно пострадали. Великобритания, Франция и Россия Лондонским протоколом 1830 года признали независимость Греции. Европейские державы инициировали создание Королевства Греция и посадили на трон немецкого принца Оттона I. Новый король прибыл в Афины со свитой немецких военных и дипломатов, воспитанных в классических традициях. Политический курс страны был ориентирован на сближение с Западной Европой, считавшей себя наследницей древнегреческой культуры. Привитые представителям королевского двора ценности во многом способствовали дальнейшей судьбе Акрополя.
После эвакуации турецкого гарнизона из Афин 31 марта 1833 года возникли планы по расчистке Акрополя от средневековых и позднейших перестроек, олицетворявших угнетение греков франками и турками. Вновь формировавшаяся греческая нация стремилась идентифицировать себя с традициями Древней Греции, почитавшимися во всей Европе, увлечённой «Греческим возрождением». Желание восстановить Акрополь в том виде, который он имел в V веке до н. э., привело к быстрому разбору каменных средневековых построек. Поскольку они считались «варварским» вторжением в классическое прошлое Греции, какой-либо систематической документации работ не велось. Немецкий архитектор Карл Фридрих Шинкель предложил Оттону I перестроить Акрополь в королевский дворец, в котором древнегреческим руинам отводилась роль изысканных садовых украшений. Военные советники рекомендовали правителю возвести на плато крепость. Также предлагался проект устройства на вершине холма мемориала революции 1821 года.
Приезд в Афины в 1834 году прославленного архитектора Лео фон Кленце решил судьбу Акрополя. Кленце сразу понял, что устройство крепости на холме являлось совершенно бесполезной затеей в условиях современной войны и данный проект отвергли. Архитектор, будучи пуристом по натуре, предложил восстановить древнегреческие храмы, в особенности Парфенон, и демонстрировать их, как художественные произведения классического периода, свободные от более поздних дополнений. Греческое правительство также рассмотрело другие варианты, но под давлением настроений в обществе вынесло решение сохранить Акрополь как археологический парк или музей. Древние памятники передали под юрисдикцию Греческой археологической службы.
Археологические изыскания на Акрополе начались ещё весной 1833 года, когда археолог Кирьякос Питтакис начал небольшие раскопки вокруг Парфенона, но Кленце установил новые стандарты работ. Архитектор составил реставрационные проекты, в которых пытался найти баланс между классицистическим стремлением к полному восстановлению памятников и романтическим желанием сохранить живописный характер руин. В 1834 году он принял участие в небольших раскопках и присутствовал на символической церемонии начала реставрации Парфенона. В октябре Кленце покинул Афины, поручив надзор за работами молодому немецкому археологу Людвигу Россу, архитекторам Стаматису Клеантису и Эдуарду Шауберту.

## Реставрация 1835—1845 годов
В конце декабря 1834 года начались более масштабные работы на Акрополе под руководством Росса, Шауберта и Ханса Кристиана Хансена, заменившего Клеантиса. Все средневековые и турецкие постройки быстро разобрали. В декабре Росс следил за работой команды из более ста рабочих, разбиравшей турецкую батарею между монументом Агриппы и Микенским бастионом, а также франкские укрепления и пандусы под ними.
В апреле 1835 года обнаружились первые мраморные детали, определённо не являвшиеся частями других сохранившихся построек Акрополя: несколько блоков целлы, три колонны, капители, части фриза и архитрава, несколько фрагментов парапета Ники. Их довольно быстро атрибутировали, как части храма Афины Ники. Разбитые на куски детали не имели следов артиллерийского обстрела. Раннее считалось, что храм погиб при бомбардировке в ходе венецианской осады Афин, но находки опровергли эту гипотезу. В сентябре полностью раскрыли основание храма, с двумя базами колонн в северо-восточном углу in situ. На западной стороне стилобата сохранились отчётливые следы прежнего расположения баз колонн. Все сохранившиеся части постройки откопали к концу года. Храм начали собирать заново в декабре 1835 года. Для изготовления новых барабанов колонн, заменивших три сломанные, и новых баз использовали пентелийский мрамор; поросовые камни — для замены недостающих частей стен целлы. Поскольку не имелось никаких свидетельств об изначальной форме здания, Росс изучал другие сохранившиеся древнегреческие постройки и свидетельства Спона и Вилера, писавших об ионическом храме, размером 9 × 15 футов, с колоннами и скульптурным фризом.
К маю 1836 года храм восстановили наполовину. Были установлены сохранившиеся части колонн, северная и восточная стороны восстановлены до уровня архитрава, а южная и западная — до середины высоты целлы. Людвиг Росс ушёл в отставку в июле 1836 года, на посту его сменил Питтакис, продолживший реставрацию по первоначальному плану. Основные работы пришлись на 1843—1844 года. Под надзором Питтакиса достроили южную и западную стены целлы, установили архитравы, потолочные балки и кессоны портиков. Пол подвала гидроизолировали слоем строительного щебня, а площадку святилища огородили от посетителей. В 1845 году Британский музей подарил Греции четыре копии блоков фриза, вывезенных лордом Элгином. Три из них встроили в отреставрированный храм; четвёртый разбился при установке.
Людвиг Росс публиковал археологические данные о храме в 1835—1837 годах. В немецком журнале Kunstblatt он вёл колонку для широкой публики под названием «Bericht von den Arbeiten auf der Akropolis in Athen». В 1839 году Росс, Шауберт и Хансен опубликовали отчёт о реставрации — «Die Akropolis von Athen nach den neuesten Ausgrabungen. Der Tempel der Nike Apteros». Отчёт не мог бы соответствовать сегодняшним академическим стандартам, но содержал сделанные Хансеном тщательные и информативные зарисовки всех работ. Питтакис не публиковал отчёты. Храм Афины Ники стал первым восстановленным древнегреческим памятником. Реставрация произвела сильное впечатление на современников: восстановленное здание являлось беспрецедентным примером классического стиля, превзошедшим все ожидания европейских знатоков древности. Архитектор Роман Кузьмин, во время пенсионерства, провёл в Греции два года, изучая античные памятники. Результатом стало издание в Риме в 1837 году «Храма Ники Аптерос на Афинском Акрополе» — первого в мире увража, посвящённого обмерам и проекту реставрации храма Афины Ники.
По современным меркам, раскопки и первая реставрация не соответствовали бы научным стандартам. Целенаправленное уничтожение средневековых и турецких построек лишило храм исторического контекста, однако основная критика касалась того, что Росс не предпринял попыток изучить археологический материал перед началом работ. В результате значительную часть деталей храма установили в неправильные места и даже использовали обломки, принадлежавшие Пропилеям и другим соседним памятникам. Те же ошибки совершил Питтакис при восстановлении архитрава, неверно разместив некоторые блоки.

## Вторая половина XIX — начало XX века
В 1837 году в Афинах основали Афинское археологическое общество, отвечавшее за обнаружение, спасение и защиту древностей Греции на протяжении XIX века. Археологические работы выполняла Греческая археологическая служба. В 1860-е годы раскопки на Акрополе приобрели более научный подход. В соответствии с европейскими стандартами, создавались рабочие группы для исследовательской работы и документирования, а техническая сторона реставраций постепенно становилась всё более важной. В 1843 году открылся Французский институт в Афинах, к работам стали всё чаще привлекать иностранных специалистов-реставраторов.

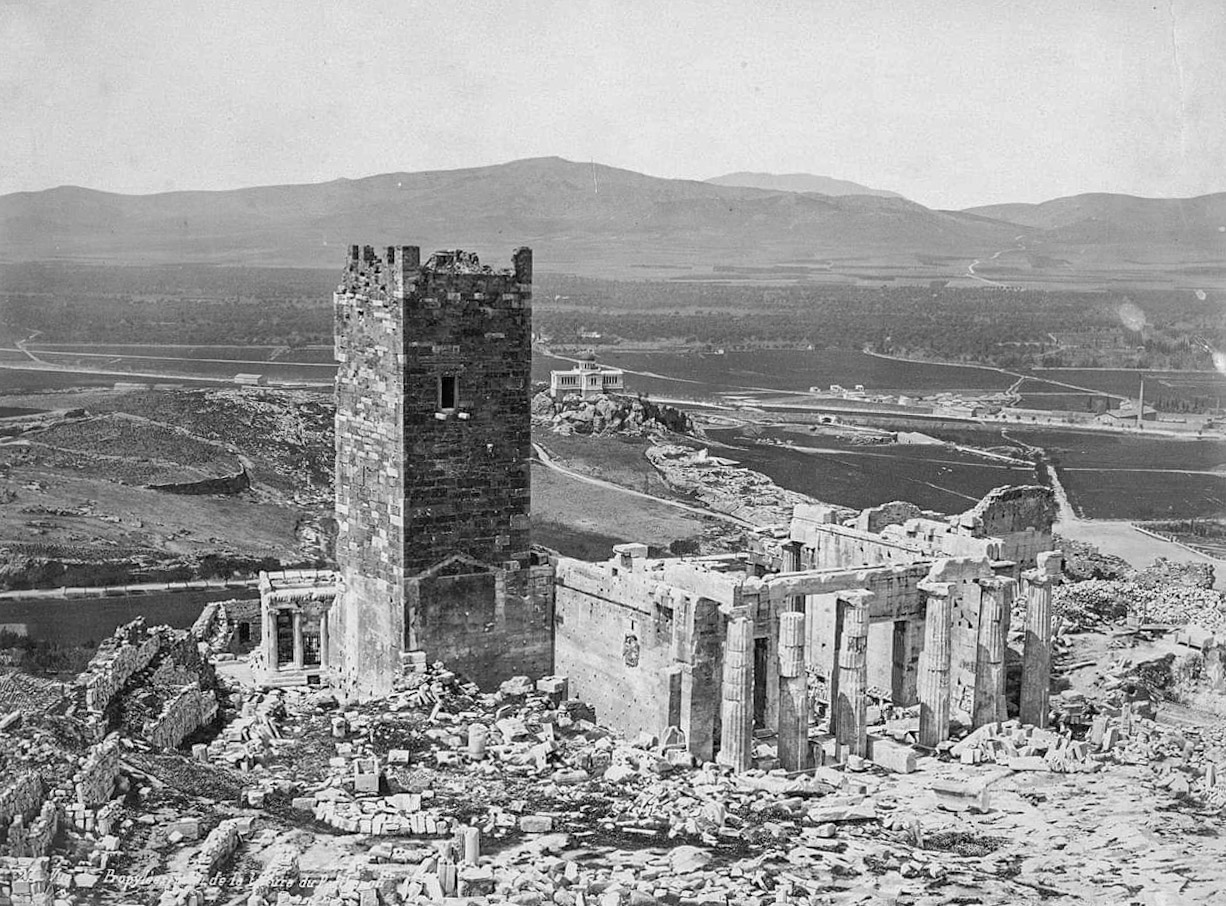
Пропилеи, Франкская башня и храм Афины Ники. 1874 год

В 1875 году разобрали Франкскую башню, возведённую в Средние века над южным флигелем Пропилеев. Большую часть работ оплатил известный предприниматель и археолог-самоучка Генрих Шлиман, за пять лет до того открывший античную Трою. Уничтожение средневековой постройки вызвало в Греции первую волну дискуссий о ценности памятников разных исторических периодов. До этого снос всего неклассического наследия принимался как факт. Данной политики придерживались влиятельные любители Античности — члены Афинского археологического общества. Снос Франкской башни вновь возродил интерес к Микенскому бастиону у археологов. В 1880 году Рихард Бон раскопал часть внутренних помещений цитадели, с целью установить как соотносились по времени строительства Пропилеи и святилище Афины Ники. Археолог начал раскопки в средневековых культурных слоях к югу от храма, где обнаружил эпиграфические надписи, остатки скульптур и крупные фрагменты парапета Ники. Продолжив раскопки в восточном и северном направлениях, на участках, где отсутствовали тротуарные плиты, Бон открыл нетронутый слой бастионной засыпки и остатки двух стен позднеэлладского периода.
В 1894 году Акрополь пострадал от землетрясения. Специально созданная рабочая группа инициировала реставрационные работы, руководство которыми поручили гражданскому инженеру Николаосу Баланосу. С 1898 года поочерёдно восстановили Парфенон, Эрехтейон и Пропилеи. Баланос, со своими коллегами-реставраторами Панагиотисом Кавадисом и Вильгельмом Дёрпфельдом, придерживались традиции, заложенной Лео фон Кленце, и пользовались методом анастилоза. В 1905 году, под влиянием идей «антиреконструкционного движения», в Греции установили новые принципы археологических работ: материальные памятники предписывалось изучить и описать перед изъятием, а потом вернуть на прежнее место. Баланос игнорировал новые правила и продолжал пользоваться методом анастилоза. В 1909 году, после военного переворота, Афинское археологическое общество лишилось полномочий, все его обязанности перешли к государственной Греческой археологической службе.
Греческий археолог Анастасиос Орландос в 1915 году опубликовал исследование Zum Tempel der Athena Nike, в котором описал ошибки, допущенные в ходе первой реставрации храма. В 1923 году археолог Габриэль Вельтер продолжил раскопки на Микенском бастионе. Так как ему не удалось получить разрешение на демонтаж тротуарных плит, под ними прорыли несколько узких туннелей. К востоку от храма Вельтер обнаружил неповреждённый алтарь, располагавшийся примерно на метр ниже уровня святилища периода высокой классики. К северу открыт второй квадратный алтарь, а на востоке — продолжение стены, обнаруженной Боном.

## Реставрация 1935—1940 годов
В январе 1934 года Государственный совет Греции сформировал комиссию для осмотра бастиона и святилища Афины Ники. В течение предыдущих нескольких лет сооружения постепенно оседали: храм просел на двадцать сантиметров на западной и южной сторонах; осыпающаяся каменная кладка бастиона начала смещаться и прогибаться. Комиссия рекомендовала провести тщательную реставрацию. Руководителем назначили Николаоса Баланоса, приступившего к работам в октябре 1935 года. Храм разобрали полностью, бастион — частично. Баланос демонтировал кладку классического периода, а также некоторые части позднеэлладских стен, чтобы добраться до твёрдых скальных пород. Во время работ обнаружили святилище раннеклассического периода с храмом-наиском. Баланос тщательно задокументировал раскопки. На раскрытой поверхности скалы в качестве новой опоры бастиона установили бетонный фундамент. На фундаменте реконструировали храм-наиск, обстроив его бетонными стенами и устроив доступ в подземное святилище через отверстие в полу храма.
Баланос не проводил тщательного исследования перед работами. Он переставил много деталей, но вновь, как и при первой реставрации, поместил их в неправильные места, а некоторые из частей заимствовал из других построек. По всей видимости, реставратор намеренно использовал детали, не принадлежавшие изначально храму и стене бастиона, поскольку хотел использовать именно эстетически красивый мрамор, а происхождение материала считал не столь важным фактором. Крепиду храма восстановили с намеренным уклоном, компенсировавшим проседание бастиона. Предварительное изучение памятника могло бы предотвратить эти ошибки. Кроме того, Баланос применял техники, которые не допускаются в современной реставрационной практике: новые блоки соединялись с оригинальными фрагментами, даже если они не подходили друг к другу, при этом поверхности обтёсывались; новые вставки искусственно состаривали, так что их стало невозможно отличить от оригинальных; детали крепились между собой клеевыми стержнями, цементом и известковым раствором; для фундамента использовался железобетон, одобренный Афинской хартией 1931 года, но сегодня запрещённый при реставрационных работах; для укрепления построек использовались железные скобы и балки, из-за коррозии и растяжения-сжатия сильно повредившие мрамор (первые трещины появились уже в 1950-х годах).
В 1939 году Баланос ушёл в отставку по состоянию здоровья. Храм Афины Ники к тому моменту восстановили до уровня антаблемента. Проект довёл до завершения Анастасиос Орландос, главный критик реставрационных методов Баланоса. Ранее он тщательно изучил храм и бастион, и за год работ исправил многие ошибки, совершённые Баланосом и Россом: правильно переставил некоторые блоки целлы и архитрава, заменил известняковые вставки мраморными, самостоятельно восстановил колонны и антаблемент храма. Орландос гораздо лучше изучил данные и воспользовался возможностью переставить неправильно установленные Баланосом блоки, но смог выполнить данные работы только в верхних частях храма. Тем не менее, в его работе также содержались некоторые ошибки, вероятно, вызванные желанием поскорее закончить реставрацию в связи с близившейся Второй мировой войной. В частности, частично восстановленную Питтакисом капитель заменили на цельную реплику, а на колоннах восстановили недостающие каннелюры, не воссозданные в ходе первой реставрации. Реставрацию завершили в сентябре 1940 года.
Орландос опубликовал отчёт о реставрации под названием «Nouvelles observations sur la construction du temple d’Athèna Nikè» в 1947—1948 годах в журнале Bulletin de Correspondance Hellenique. В публикации подробно описывалось здание и его размеры. Краткий отчёт Баланоса, составленный в 1940 году, опубликовали только в 1956 году в журнале Archaiologike Ephemeris. В результате реставрации храм приобрёл вид более целостного сооружения, чем позволяло количество сохранившихся деталей. Частично это связано с обнаружением новых блоков, но в основном — с реставрационными техниками. Орландос для описания своей деятельности использовал термин «анапалеоз» («возврат к древнему состоянию»). Поэтому работы 1935—1940 годов относят скорее к реконструкции, чем реставрации.

## Реставрация 2000—2010 годов
По завершении Второй мировой войны в течение тридцати лет из-за экономических трудностей на Акрополе не проводилось практически никаких работ. В 1971 году ЮНЕСКО выпустило доклад об ухудшающемся состоянии памятников, причинами чего стали растущее загрязнение окружающей среды в Афинах, и трещины в мраморе от железных скоб. С 1965 года Греческая археологическая служба пыталась исправить положение дел, но не располагала необходимым финансированием, так как режим «чёрных полковников» 1967—1974 годов привёл Грецию к экономическому кризису. В 1975 году возник Комитет по сохранению памятников Акрополя (ESMA), возглавивший реставрационные и консервационные работы. В Комитет вошли специалисты и учёные в областях истории, архитектуры, структурной инженерии и химической технологии. В основу своей деятельности Комитет положил принципы Венецианской хартии. С целью сохранения памятников ESMA организовал новые реставрационные работы. Эрехтейон разобрали, отремонтировали и воссоздали в 1979—1987 годах. Далее приступили к реставрации Парфенона и Пропилей. Работы собирались завершить в 2000 году, но состояние памятников оказалось хуже, чем ожидалось. В 1999 году на базе Комитета для проведения работ по реставрации и консервации сформировали Службу восстановления Акрополя (YSMA).
В 1994 году архитектор и руководитель греческого управления по реставрации и реконструкции памятников Демосфен Жиро представил «Эскиз восстановления храма Афины Ники». Проект поддержали участники специальной международной конференции, и в 1999 году его одобрило греческое правительство. В ходе работ предполагалось: полностью разобрать храм, законсервировать его архитектурные элементы, восстановить крепиду и фундамент, сохранив храмик-наиск. После предстояло полностью реконструировать храм, с правильной расстановкой элементов и восстановлением изначальной курватуры. В 1998 году оригинальные части фриза антаблемента сняли и передали на хранение музею Акрополя. Работы начались в октябре 2000 года; их планировали завершить в 2004 году, но в самом начале обнаружили, что памятник претерпел значительно больший ущерб, чем предполагалось ранее. Из 319 элементов храма, только колонны не имели серьёзных повреждений. С большим трудом удавалось удалить цементную штукатурку предыдущих реставраций. Другой проблемой являлось отсутствием рабочего пространства на западной стороне бастиона. Её решили с помощью возведения строительных лесов по всему периметру святилища.
Храм Афины Ники разобрали в 2002 году, а восстанавливать начали в 2004-м. За это время все элементы законсервировали, а также решили вопрос с бетонной плитой, уложенной в архаическом святилище Баланосом. Систему железных балок, поддерживавшую северо-восточный угол храма, и армированную плиту в святилище заменили специально разработанной решёткой из нержавеющей стали. При реконструкции возникли проблемы с целлой храма. Было проведено тщательное исследование первоначального размещения всех элементов, что помогло установить в нужные места 22 старых блока и два недавно обнаруженных. Новые вставки сократили с 14 до 10 штук. Аналогичное исследование провели в 2007 году относительно правильного размещения капителей колонн. Работы завершились летом 2010 года, когда реставраторы установили блоки архитрава, кессоны, копии скульптурного фриза, карниз, симу и часть восточного фронтона.
В 2011—2012 годах завершились следующие работы: открыт доступ в подземную крипту святилища, восстановлены четыре блока венчания северного фасада бастиона, после разборки строительных лесов благоустроена прилегающая территория.

### Комментарии
1. ↑  В классический период на Акрополе насчитывалось несколько статуй Афины, отражавших различные аспекты её культа: Афина Ника (Победительница), Афина Промахос (Воительница), Афина Парфенос (Дева), Афина Пеония (Целительница)[5]. Как и большинство древнегреческих богов, Афина имела множество ипостасей, обозначавшихся разнообразными эпитетами (титулами). В Афинах её культ имел наибольшее почитание и целый ряд персонификаций: Афина Полиада (Градоправительница), Афина Полиуха (Градодержица), Афина Архегетис (Вождь), Афина Эргана (Работница), Афина Гиппия (Укротительница лошадей), Афина Гигиея (Богиня здоровья) и другие. Закономерным являлось почитание Афины, как покровительницы войны. В данной ипостаси она рассматривалась, как богиня военной стратегии и справедливости. Её противопоставляли Аресу, олицетворявшему военный хаос, жестокость и кровожадность. В мифологии Афина всегда добивалась победы, поэтому и возник культ «Победоносной» богини[6].
2. ↑  Гипотеза о том, что центральный акротерий восточного фронтона храма изображал Беллерофонта, борющегося с Химерой[37], в настоящее время опровергнута на основании исследования постамента акротерия и изучения древнегреческих эпиграфических надписей[62].